# جسر البوابة الذهبية
جسر غولدن غيت (بالإنجليزية: Golden Gate Bridge)‏ أو جسر البوابة الذهبية، هو جسر معلق يعبر مضيق غولدن غيت الكاليفورني والذي يشكل نقطة التقاء بين خليج سان فرانسيسكو والمحيط الهادي. يربط الجسر بين مدينة سان فرانسيسكو الواقعة في الطرف الجنوبي من شبه جزيرة سان فرانسيسكو إلى مدينة سوساليتو الواقعة في الطرف الشمالي من شبه الجزيرة في مقاطعة مارين. بدأ البناء بتمويل من إدارة العمل والمشروعات (بالإنجليزية: Work Projects Administration؛ اختصاراً: WPA)‏ وسط العديد من الصعوبات في عام 1933. واستغرق المشروع مدة أربع سنوات، حيث انتهت أعمال الإنشاء في عام 1937. يُعتبر اليوم أحد أطول الجسور المُعلَّقة في العالم.
كان أسلوب العبور الوحيد من وإلى كل من الضفتين المُقابلتين قبل بناء الجسر يتم عبر الزوارق. وفي عام 1820 ظهرت خدمة العبَّارات في المضيق، حيث أخذ بعض ملّاك القوارب ينقلون أناس ومتاعهم نظير مبلغ من المال، لكن هذه الخدمة لم تتسع وتتثبت فعلياً حتى عقد الأربعينيات من القرن التاسع عشر، عندما أخذت بعض الوكالات الحكومية تنقل مياه الشرب إلى سان فرانسيسكو. وفي عام 1867 ظهرت شركة سوساليتو للنقل البرّي والبحري، ومع مرور الوقت تغيَّر اسمها حتى أصبح شركة عبَّارات البوابة الذهبية (بالإنجليزية: Golden Gate Ferry Company)‏، واستمرت أكبر شركة عبَّارات في العالم حتى عشرينيَّات القرن العشرين. كان العبور من رصيف شارع هايد في سان فرانسيسكو إلى ساوساليتو يكلّف 1.00 دولار أمريكي للسيَّارة أو العربة الواحدة، ويدوم حوالي 20 دقيقة، ثمَّ تم تخفيض السعر فيما بعد لمنافسة الجسر. أدّى هذا الاحتكار لحركة النقل عبر قسمي المدينة إلى مطالبة الكثير من أبنائها ببناء جسر يصل سان فرانسيسكو بالبر الرئيسي، إذ أنها كانت لا تزال المدينة الأمريكية الكبرى الوحيدة التي تعتمد على خدمة العبَّارات، ولأنَّ معدّل نمو سكانها كان أدنى من معدّل النمو الوطني نظراً لانعزالها عن محيطها. أفاد الكثيرون بأنَّ الجسر لا يمكن بناؤه عبر مضيق يصل طوله إلى 2,042 متر (6,700 قدم)، لا سيَّما وأنّه يتميّز بتيَّارات مائيَّة قويَّة ومياه عميقة ولعصف الرياح العاتية فيه بالوسط.
كان جسر البوابة الذهبية إلى غاية عام 1964 أطول جسر معلق في العالم بطول 1.22 ميلاً (1970 مترا)، والآن هو المعلم الأكثر شهرة في سان فرانسيسكو وأحد رموزها. ويمكن التعرف عليه بسهولة من لونه «البرتقالي الدولي» وهندسته المعمارية المتميزة بالبرجين. وفقا لتصنيف الجمعية الأمريكية للمهندسين المدنيين (بالإنجليزية: American Society of Civil Engineers)‏، فإن هذا العمل الفني هو أحد عجائب الدنيا السبع في العالم الحديث. ويذكر عنه في دليل الأسفار فرومرز: «قد يكون الأكثر جمالا، ولكنه الجسر الأكثر تصويرا في العالم».
يلقى العديد من الأشخاص حتفهم انتحاراً من على هذا الجسر أكثر من أي جسر آخر في العالم، حيث تم تسجيل أكثر من ألف حالة انتحار من على الجانب المواجه للخليج نظراً لأنه مفتوح للمشاة، أمّا الجانب المقابل فمغلق. ليس هناك من إحصائيَّة دقيقة تفيد بعدد الذين انتحروا قفزاً من على الجسر، نظراً لأن كثيراً من حوادث الانتحار لم يشهدها أحد. وكثيراً ما يقصد بعض الناس هذا الجسر لغرض الانتحار فقط، ومما لا شك فيه أنَّ عددا من الجثث لم يُعثر عليها على الإطلاق بسبب انجرافها إلى عرض البحر بفعل التيَّارات المائيَّة القويَّة. أظهرت إحصائيَّة من عام 2006 أنَّ 26 شخصاً فقط نجوا من محاولتهم الانتحاريَّة، لكن أغلبهم عانى من كسور بالغة بسبب ارتطامه بالمياه الباردة بسرعة شديدة، ومن بين هؤلاء لم يتمكن إلّا 4% من السير مجدداً. اقتُرحت عدَّة حلول للحيلولة دون قفز الناس من على الجسر، فزوَّد بعدّة هواتف كي يتمكن الناس من الاتصال بالشرطة بحال ضبطوا شخصا يحاول القفز، كما يجوب موظفون مختصون الجسر لضبط أي شخص يحاول الانتحار. كما يعاني الجسر من مشاكل جمّة كازدحام السيارات الخانق والضباب الذي يتسبب في كثير من الحوادث المرورية. كما أنَّ سوء الأحوال الجويَّة من شأنه أن يؤدي إلى إغلاق الجسر بوجه حركة المرور، وقد سبق وأن تمَّ إغلاق الجسر ثلاث مرَّات بسبب الرياح العاتية التي عصفت بالمضيق وهددت سلامة السيَّارات العابرة. وقد تمَّ نصب مرياح وسط البرجين على الجانب الغربي من الجسر لقياس سرعة الرياح.
أدت المعرفة العلمية المعاصرة بمخاطر الزلازل وتأثيراتها إلى قيام المهندسين بإجراء عدة تعديلات على الجسر عبر السنوات لجعله أكثر مقاومة للهزات العنيفة التي تشتهر بها ولاية كاليفورنيا الأمريكية، خصوصا وأن الجسر يقع على مقربة من فالق سان أندرياس مما يجعله عرضة للانهيار نتيجة أي زلزلة قوية، على الرغم من اعتقاد المهندسين سابقا أن هذا الجسر قادر على الصمود بوجه أي زلزال عنيف. وصلت تكلفة صيانة وتحصين الجسر ضد مخاطر الزلازل في بدايات القرن الحادي والعشرين إلى حوالي 392 مليون دولار أمريكي على أمل أن يصبح قادرا على الصمود في وجه أي هزة أرضية دون أن يتكبد أية خسائر أو أضرار جسيمة. بدأ المهندسون العمل على صيانة الجسر سنة 2005 على أمل الانتهاء من الأعمال بحلول سنة 2012 الموافقة لذكرى افتتاح الجسر الخامسة والسبعون، على أن جدول الانتهاء مدد حتى سنة 2015 بسبب صعوبة الحيلولة دون حدوث زحامات سير خانقة أثناء الورش القائمة.
لجسر البوابة الذهبية مكانة مهمة في الثقافة الشعبية الأمريكية، وقد ظهر في عدّة أعمال فنيَّة وأدبيَّة من أفلام وكتب وروايات. الصورة الرشيقة التي يرسمها الجسر كامتداد بين يدي الأرض ليست لها مثيل في كل الولايات المتحدة. بالإضافة لذلك، يُشكّلُ مزارا سياحيا حيث يستقبل الجسر سنويًا أكثر من 10 ملايين زائر.

## التاريخ
حتى قبل إنشاء الجسر وإلى العصر الحالي، شهد المشروع أحداثا هامة رسمت الفرحة والحزن والدهشة والتعجب على وجوه الناس. لا يزال الجسر الذي احتفل في سنة 2012 بذكرى افتتاحه الخامسة والسبعين، رمزا وطنيا أمريكيا متجددا.

### الحاجة للجسر
منذ بداية القرن العشرين، شهدت مدينة سان فرانسيسكو بعض الازدهار خاصة مع إعادة الإعمار بعد زلزال عام 1906. تطلبت إعادة الإعمار تطوير طرق المواصلات في جميع أنحاء المدينة، لتوسيع فرصها للتبادل والتمويل. بنيت مدينة سان فرانسيسكو في الشمال على طول المحيط الهادي على شبه جزيرة، في موقع تحيط به المياه من كل جانب: المحيط الهادي من الغرب، ومضيق «البوابة الذهبية» إلى الشمال (عرضه حوالي ميلين)، وخليج سان فرانسيسكو إلى الشرق (مساحته ما بين 1040 و4160 كم مربع)، إضافة إلى الخلجان الفرعية ومصبات الأنهار والمستنقعات. حاجة المدينة إلى تمديد روابطها بما جاورها فرض عليها بناء الجسور، في وقت شهد النقل البري نمو سريعا. إضافة لهذا، فإن أراضي مقاطعة مارين شمال المضيق قدمت فرصا مهمة للتوسع العمراني، بالنظر إلى المساحات غير المبنية والموارد غير المستغلة.

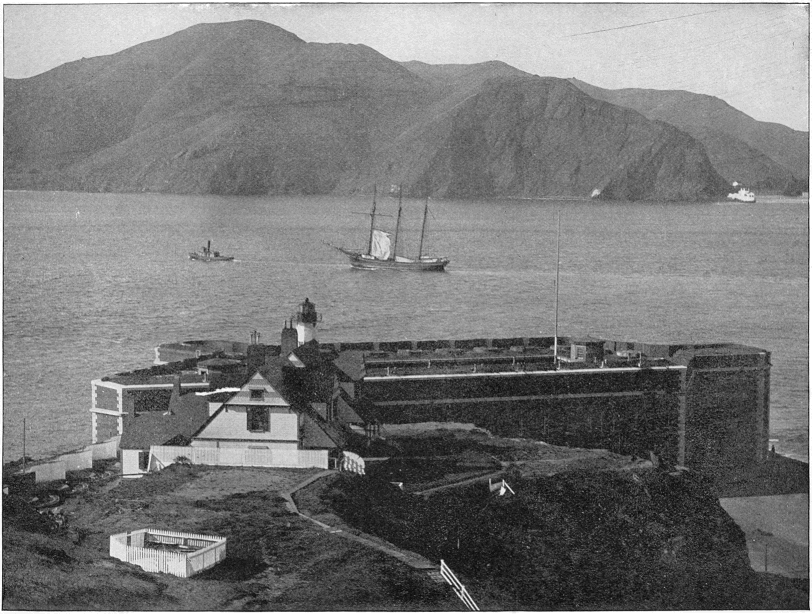
قبل تشييد الجسر (صورة تعود لسنة 1891).

قبل بناء جسر البوابة الذهبية أو «جسر الخليج» المعاصر له، كان الناس يستخدمون عبارات مائية للتنقل عبر المضيق. بدأ استغلال العبارات حوالي سنة 1820، وتنظمت الخدمة بجدول زمني للعبور في أربعينيات القرن التاسع عشر. وفي سنة 1867 أنشأت شركة سوساليتو للنقل البرّي والبحري، ثم تحول اسمها إلى «شركة عبارات البوابة الذهبية» بصفتها فرع من شركة السكك الحديديَّة لإقليم جنوب المحيط الهادي. حققت شركة العبارات أرباحا كبيرة وازدادت أهميتها الاقتصادية للمنطقة بعد فترة من إنشائها. كانت العبارات تؤمن صلة وصلة عبر البوابة الذهبية بين رصيف شارع هايد بيير (بالإنجليزية: Hyde Street Pier)‏ عند جادة فان نيس في سان فرانسيسكو وسوساليتو في مقاطعة مارين، وكان التنقل بين المنطقتين يتطلب 20 دقيقة ويكلف دولارا واحدا لكل سيارة أو عربة، ثم خفض السعر في ما بعد لمنافسة الجسر الجديد.
لكن العبارات لم تستطع تلبية الطلب ما جعل حركة البضائع محدودة جدا بالمقارنة مع طاقة الجسر باتجاه مدن كاليفورنية أخرى مثل لوس انجلس أو أوكلاند. وأصبحت الحاجة لبناء جسر ملحة أكثر وأكثر، ما دفع برجل الأعمال تشارلز كروكر 1872 لتخطيط لذلك بالفعل.
حاول الكثيرون بناء جسر يربط بين طرفي مضيق البوابة الذهبية. وقد بقيت مدينة سان فرانسيسكو المدينة الأمريكية الكبيرة الوحيدة التي تورد أساسا بواسطة العبارات، والوحيدة التي كان معدل نموها يقل عن متوسط النمو الوطني. صرح عدة خبراء باستحالة بناء جسر على مسافة مستقيمة طولها 2042 مترا (6700 قدم)، وأيضا بسبب الأجواء المتقلبة والتيارات البحرية القوية وعمق المياه الذي يصل في بعض الأماكن إلى 113 مترا (372 قدما). وأكد الخبراء أن العواصف الهوجاء والضباب الكثيف سيعيقان عملية البناء.

### المشروع الضخم

#### الاختيارات الأولى
ظهرت فكرة جسر يعبر مضيق البوابة الذهبية للمرة الأولى في مقال نشرته نيويورك تايمز في عام 1916. شكل المشروع تحديا كبيرا لما عرف عن تمتع مضيق البوابة الذهبية بقيود طبيعية هامة: التيارات الخطرة، والرياح الشديدة، والضباب البحري المحمل بالملح (مسبب لتآكل المعادن)، وهي عقبات رئيسية أرقت كل من حاول التعرض لإقامة مثل هذا العمل. في عام 1927 تم اختيار اسم للجسر، عندما نعته، المهندس «مايكل أوشوغنسي» من مدينة سان فرانسيسكو، للمرة الأولى عند إشارته لجسر العابر لمضيق البوابة الذهبية.
احتاج تنفيذ مثل هذا المشروع لمهندس عبقري في البناء. وقد لبّى النداء رجل واحد فقط هو جوزيف شتراوس، مهندس ألماني المولد كان يعيش في شيكاغو. كان شتراوس مهندسا مغمورا وحالما، وقد صمم في مشروع تخرجه جسرا بريا بطول 89 كم (55 ميل) لعبور مضيق بيرينغ. تخصص شتراوس في بناء الجسور، حيث حفل سجل إنجازاته بحوالي 500 جسر، ولكن حجم إنجازاته كلها لم تكن لترقى لحجم مشروع مثل جسر البوابة الذهبية. وبالرغم من عدم امتلاكه لخبرة في مجال الجسور المعلقة من قبل، فقد اقترح إعادة صياغة خطط التشييد لجعل جسر البوابة الذهبية جسرا معلقا معقدا للغاية، خاصة أنه كان الجسر الأطول آنذاك. بميزانية تعادل 18 مليون يورو في العصر الحالي وقوة إقناع تعادل غروره، تمكن شتراوس في النهاية من الحصول على امتياز تنفيذ المشروع.

#### فريق العمل

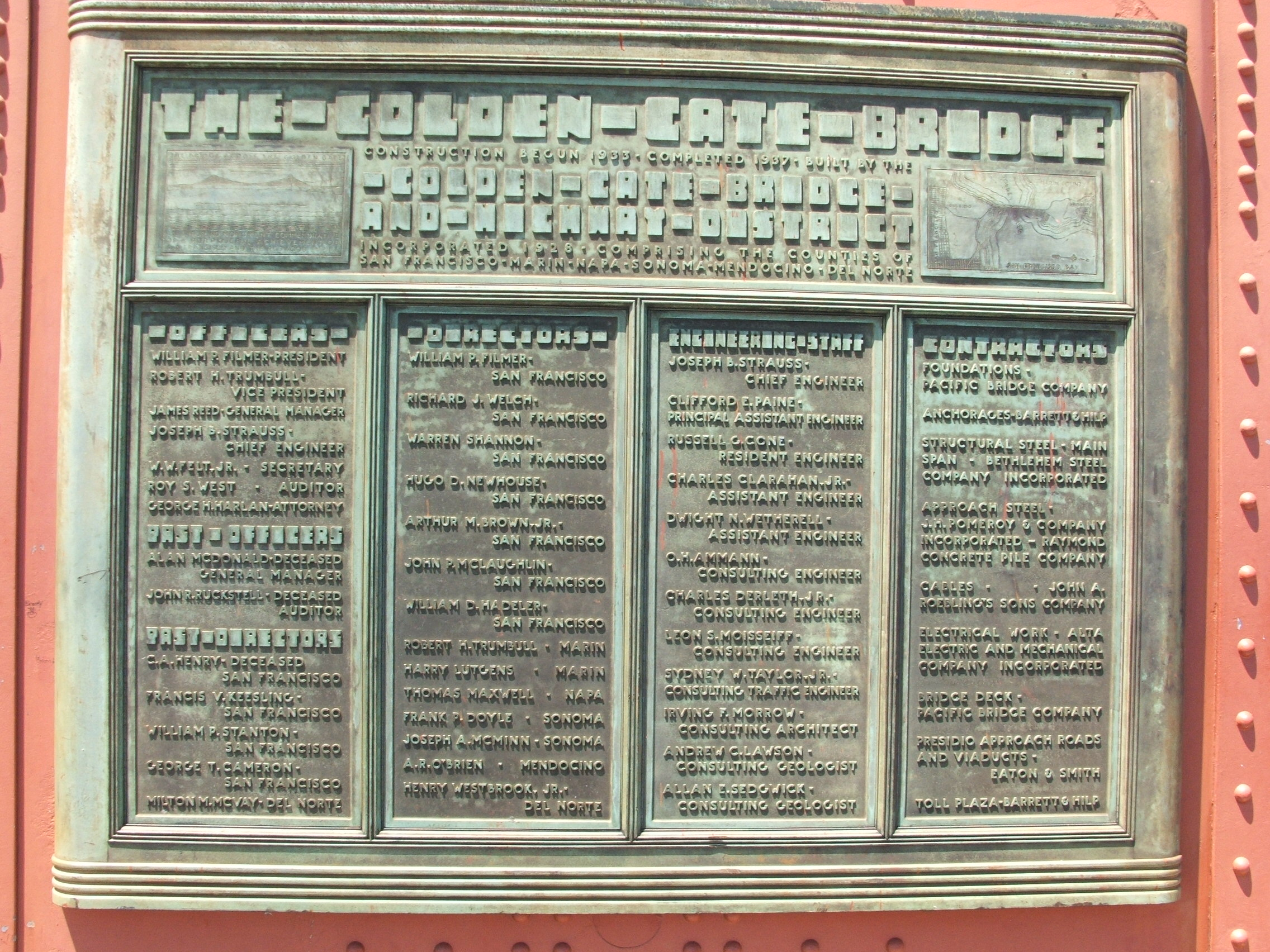
لوحة تذكارية في بناء جسر البوابة الذهبية. يظهر فيها اسم جوزيف شتراوس، وليون موسيف، وأليس تشارلز وايرفينغ مورو.

حب شتراوس لبناء الجسور يعود إلى السنوات التي قضاها في جامعة سينسيناتي. وعلى الرغم من تخصصه في بناء الجسور محدودة الحجم نوعا ما، خاصة الأرضية، إلا أنه حلم ببناء «أعظم شيء من هذا النوع لا يمكن لرجل آخر بناءه». في عام 1919، اقترب مايكل أوشوغنسي، مهندس من شتراوس لتشجيعه على بناء جسر البوابة الذهبية، حيث تلتقي المياه المضطربة (الدوامات التي تصل سرعتها إلى 95 كيلومترا في الساعة) لخليج سان فرانسيسكو والمحيط الهادئ.
بدت سعادة شتراوس واضحة على وجه لحصوله على فرصة لرؤية حلمه يتحقق. فأخذ يعمل بلا كلل بداية من عام 1921 على تصاميم للجسر. ومع ذلك، لم تلق رسوماته الأولى نجاحا فوريا، لذلك أمضى أكثر من عشر سنوات في محاولة لكسب الدعم، ولا سيما في كاليفورنيا. ومع ذلك، فإن إصرار شتراوس سمح له أخيرا بفرض مشروعه. عكس الرسم الأول للمهندس ذي الأصل الألماني الحجم الكبير لجسر: فهو يتكون من برجي دعامات للحبال، واحدة على كل جانب من الجسر، وكل واحدة مرتبطة بقطعة مركزية معلقة، تشكل الجزء الرئيسي من الجسر.
لتعويض قلة خبرته النسبية في مجال بناء الجسور المعلقة، أحاط شتراوس نفسه بفريق من المتخصصين. فاستقدم عدد من أشهر المهندسين المعماريين والمهندسين المدنيين لإعطاء مصداقية للمشروع الذي كان يبدو مستحيل التنفيذ. طلب شتراوس في البداية خدمات تشارلز ألتون إيليس، وهو أستاذ في الهندسة المدنية. ورغم افتقاده لشهادة في الهندسة، إلا أن إليس قدم دعمه العلمي لهذا المشروع بما أنه كان مسؤولا عن العمليات الحسابية المتعلقة ببناء جسر البوابة الذهبية. بعد ذلك، وظف شتراوس المهندس المدني ليون موسيف، أكبر مصمم جسور في البلاد في ذلك الوقت، خصوصا بعد إنجازه لجسر منهاتن في نيويورك.
تمكن إيليس وموسيف معا من دفع الحدود التقنية لما هو ممكن إلى مستويات جديدة، خاصة بفضل برجي الدعامات (بارتفاع أكثر من 200 متر فوق سطح الماء). أخيرا، اتصل شتراوس بايرفينغ مورو، وهو مهندس معماري من سان فرانسيسكو متخصص في بناء المنازل. أنجز مورو منحوتات تزينية للجسر، وكان أيضا وراء اختيار اللون «البرتقالي الدولي» لدهان الجسر، الأمر الذي يميزه ويسهل التعرف عليه.

#### المعارضة للمشروع

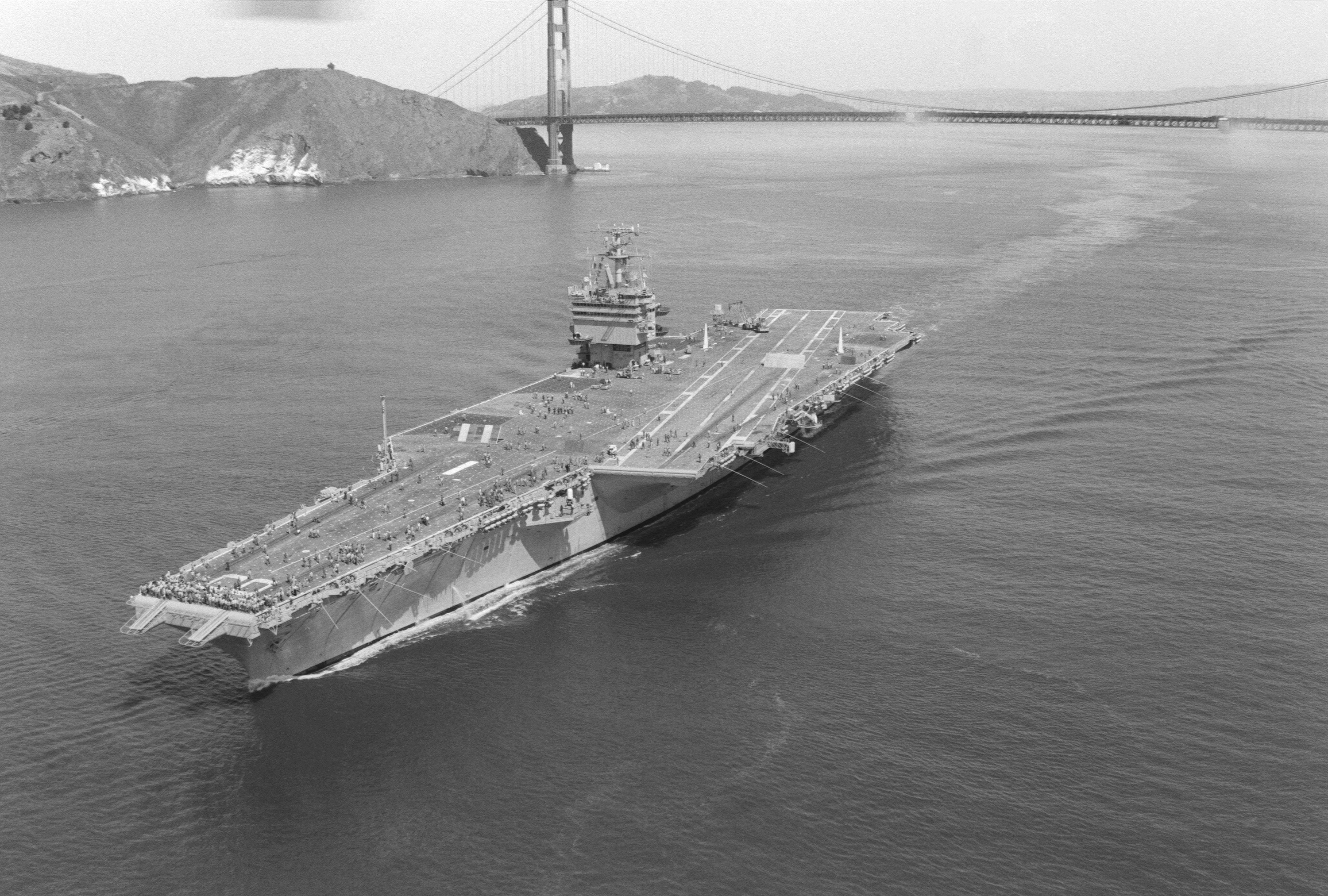
حاملة الطائرات الأمريكية USS إنتربرايز(CVN-65) تعبر تحت الجسر.

على الرغم من حاجة المدينة لفتح قناة اتصال مع الشمال، واجه جوزيف شتراوس اعتراضات عديدة لتحقيق مشروعه، وبالتالي حلم حياته. الانتقاد الأول كان حول كلفة المشروع، التي قدرها شتراوس بنحو 25 مليون دولار، وهي قيمة كانت تعادل حوالي ثلثي قيمة كل ممتلكات مدينة سان فرانسيسكو. في صيف عام 1929، بعد ثماني سنوات من العرض الأول لخطط لشتراوس، ناشدت المدينة حكومة هربرت هوفر للمساعدة في تمويل المشروع. ولكن بعد بضعة أشهر، حدثت انهيارات 24 أكتوبر ثم 29 أكتوبر الاقتصادية التي أوقعت البلاد والعالم في أزمة غير مسبوقة، فاضطرت الحكومة إلى التخلي عن تمويل المشروع. الأمر الذي دفع بالمهندسين إلى مناشدة السلطات المحلية التكفل ببناء هذا الجسر، ما يعني إلقاء كلفة ضخمة على عاتق السكان.
الانتقاد التالي تناول خطورة الإنشاءات، في وقت يتحمل السكان كلفة زائدة في زمن أزمة مالية خانقة. في الواقع، تخوفت سلطات المدينة من عدم القدرة على استرجاع استثماراتها من حصيلة تعرفة المرور على الجسر. الأمر الذي من شأنه أن يثقل كاهل دافعي الضرائب بالديون. لهذا عارض مجلس إدارة المدينة بشدة هذا المشروع ما اضطر شتراوس إلى اللجوء إلى الرشاوي والعمولات، وزعها نيابة عنه هـ. هـ. «دوك» مايرز. وبالتالي أخذت المعارضة تتلاشى تدريجيا.
لاقى بناء الجسر أيضا معارضة من شركات النقل البحري (أصحاب العبارات) والجيش. شعر مشغلي عبارات البوابة الذهبية المملوكة من قبل شركة كاليفورنية قوية هي شركة السكك الحديدية لإقليم جنوب المحيط الهادي، شعروا بالقلق من أن افتتاح الجسر سيثير نفور بعض من عملائهم. أما معارضة الجيش، فترجع لامتلاك الجيش الأمريكي لضفتي مضيق البوابة الذهبية وخشيته من أن مغادرته للمكان ستعطل العمليات العسكرية التي تجري في المنطقة. وبالإضافة إلى ذلك، ظهرت تساؤلات حول شروط البناء: فإقامة هيكل الجسر نفسه ستكون محفوفة بالمخاطر، وينبغي أيضا أن يكون جسر قادرا على الصمود في وجه الظروف القاسية التي سيواجهها من الرياح القوية، وتأثير المياه المالحة على الحديد، ومخاطر الزلازل والهزات الأرضية المتكررة على المدينة.

#### تراخيص الأرض
في مايو 1924، عقدت جلسة استماع مع العقيد هربرت ديكين بالنيابة عن وزير الحرب، في أعقاب التماس، لطلب استصلاح الأراضي اللازمة لبناء جسر البوابة الذهبية. وافق العقيد ديكين، نيابة عن وزير الحرب، على توفير الأراضي (على الرغم من أنها مملوكة للحكومة) التي كانت ضرورية لبناء الجسر وإنشاء الطرق المؤدية إليه. وقد تم التنازل عن الأرض لصالح جمعية سد البوابة الذهبية في سان فرانسيسكو ومقاطعة مارين في انتظار خرائط يقدمها شتراوس.

#### التمويل

خريطة لكاليفورنيا تبين المقاطعات التي شاركت في تمويل جسر البوابة الذهبية.

رغم أن بناء الجسر سيكون له تأثير إيجابي على تطوير المدينة، ولكن خطر زيادة الضرائب مثل مشكلة بالنسبة لسكان سان فرانسيسكو. وبناء على ذلك، وافقت ست مقاطعات فقط من أصل واحد وعشرين على تمويل المشروع، وانسحبت المقاطعات الخمس عشرة الأخرى في عام 1926. وبهذا بقيت مقاطعة سان فرانسيسكو ومقاطعة مارين (على الطرف الآخر من جسر المستقبل) ومقاطعة نابا ومقاطعة سونوما ومقاطعة ميندوسينو ومقاطعة ديل نورت.
في هذا الوضع، عينت في 4 ديسمبر 1928 دائرة النقل العام والطريق السريع وجسر البوابة الذهبية كجهة مسؤولة عن تصميم وتمويل وبناء جسر البوابة الذهبية. لم يكن لدى شتراوس أغلبية الثلثين اللازمة نظرا لانسحاب بعض المقاطعات، ومع ذلك، كافح بجهد من أجل إتمام البناء. فقد حث شتراوس السكان على تقديم ضمانات وآتت جهوده أكلها في النهاية، حيث وافق الناخبون في 4 نوفمبر 1930 من خلال انتخابات في المقاطعات الست. على إصدار سندات بقيمة مالية تساوي 35 مليون.
لم يكن إصدار سندات تمويلية هو العقبة الأخيرة، حيث كان ضروريا أيضا العثور على بنك يقبل هذه الالتزامات، في وقت كان الأميركيون يعرفون البطالة الجماعية خلال فترة الكساد الكبير. ومع ذلك، وبفضل تدخل جيانيني اماديو (مؤسس بنك أوف أمريكا) أمكن بدء البناء أخيرا، بعد ثلاثة عشر عامًا من التعقيدات والعقبات.
في نهاية المطاف، كلف المشروع أكثر من 27 مليون دولار، وتميز بنائه بحوادث عديدة.

### التشييد والأحداث
بدأ العمل 5 يناير 1933، تحت إشراف إدارة الأشغال العامة (بالإنجليزية: Public Works Administration؛ اختصارا: PWA)‏ ثم إدارة مشاريع العمل (بالإنجليزية: Work Projects Administration؛ اختصارا: WPA)‏، وبرامج حكومية أخرى ابتداءً من عام 1935، ضمن مبادرة من الرئيس فرانكلين د. روزفلت، كجزء من سياسته الهادفة لإطلاق أشغال عمومية كبرى. هدفت سياسة روزفلت خلق فرص للعمل في الأشغال العمومية، تمول بالأموال الفيدرالية للحد من آثار الكساد الكبير الذي أغرق البلاد في أزمة.

#### التحضيرات تحت الماء

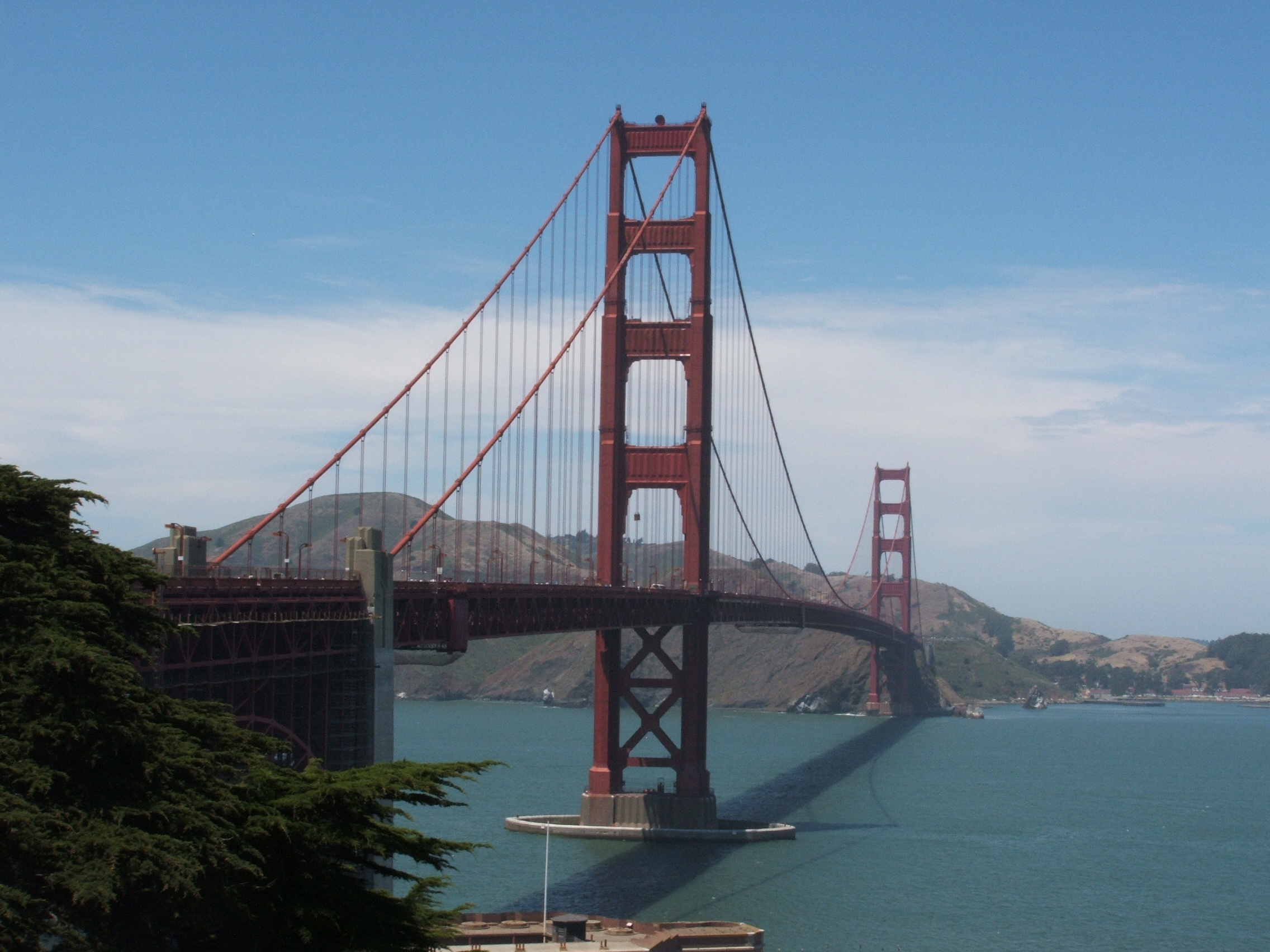
نظرة عامة على الجسر المعلق، مع مكدس الأمامية التي تدعم البرج الأول.

اقتضت الاستعدادات الأولى لبناء الجسر تدخل الغواصين. كان عمل الغواصين خطيرا جدا نظرا لوجود تيارات معيقة تتدفق عبر المضيق. وفي الواقع، فإنه عند ارتفاع المد واختلاط المياه المالحة للمحيط الهادي مع المياه العذبة لخليج سان فرانسيسكو، فإن تيارات متعاكسة الاتجاهات تتحرك في وقت واحد: المياه العذبة الأخف تتجه نحو المحيط، في حين أن مياه المحيط الأكثر كثافة والأكثر برودة في تحاول الولوج بقوة في الأعماق إلى الخليج. فكان الغواصون بحاجة لإيجاد طريقة للعمل وسط التيارات القوية والدوامات من أجل الوصول إلى أسفل المضيق. وعند التغلب على هذه الصعوبات، كانوا يستخدمون شحنات من الديناميت ينقلونها إلى أعماق المضيق باستعمال أنابيب عملاقة من الصلب. هكذا تمكن فريق البناء من نسف صخرة القاعدة على عمق 30 مترا.
أدت بعض تفجيرات الديناميت إلى ارتفاع حاد لعشرات الأسماك إلى السطح، وأحيانا إلى الساحل. وقد لعبت الضفادع البشرية دورا رئيسيا في الأعمال الأولية للورشة الضخمة لإنجاز الهيكل، وذلك عبر نقل وتثبيت ركائز خرسانية تحت سطح الماء. كل ذلك من خلال العمل في وسط شبه معتم لمياه جليدية موحلة. وعند انتهاء الأعمال الأولية، أمكن بدأ العمل على السطح.

#### أولى الأساسات والأرصفة المشؤومة

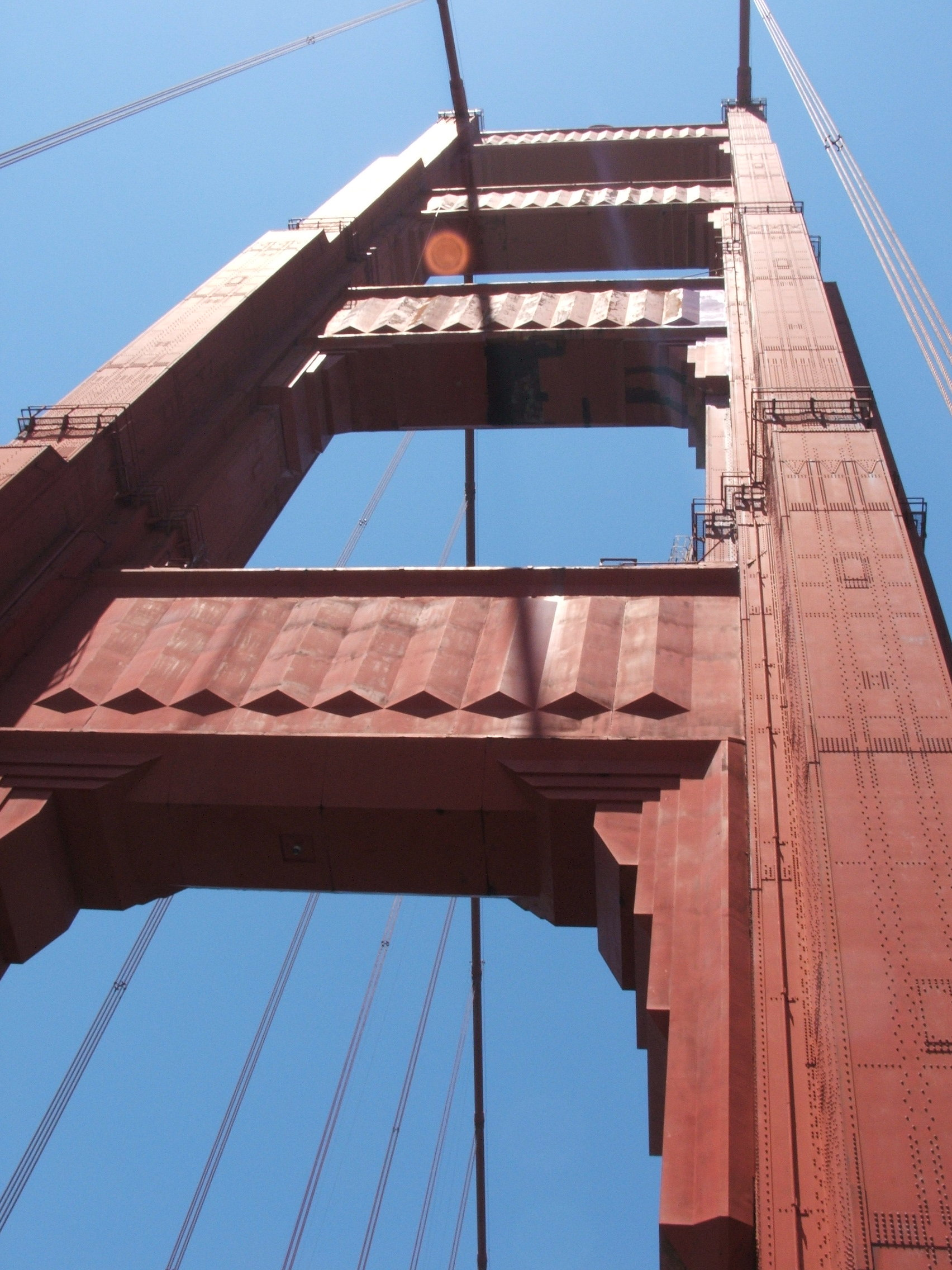
أحد برجي جسر البوابة الذهبية.

كان بناء البرج الأول من الجسر المعلق الأكثر صعوبة، نظرا لأن قاعدته يجب أن توضع في أعماق مياه مضيق البوابة الذهبية على صخرة مهيئة ومسطحة بالديناميت بفضل عمل الغواصين. ولكن على السطح، صعبت المياه الهائجة استخدام المراكب والأدوات العائمة. للتغلب على هذه المشكلة، تقرر بناء رصيف بطول 330 مترا، والذي بدوره شكل أول جسر يبنى على المحيطات المفتوحة. وبمجرد الانتهاء من الرصيف، صار بإمكان الرجال والأدوات التحرك بحرية بين الشاطئ موقع الإنشاءات لأول عمود. ومع ذلك، جاءت الأحداث مرة أخرى لتحبط مخططات جوزيف شتراوس. في أغسطس 1933، كانت سفينة شحن متجهة نحو البحر فانحرفت عن مسارها بحوالي 600 متر بسبب ضباب صيفي كثيف مفاجئ، واصطدمت بالرصيف الجديد. بعد شهرين من ذلك، قرر المهندسون إعادة بناء الرصيف، ولكن في أكتوبر، هبت عاصفة عنيفة ضربت مضيق البوابة الذهبية، فانهارت المنصة مرة أخرى. في 14 ديسمبر، دمرت عاصفة أكثر عنفا السد مرة أخرى، وأعيد بناؤها للمرة الثالثة. لم ييأس المهندسون رغم كل الأحداث، وبعد خمسة أشهر، في مايو 1934، تم بناء رصيف جديد يمكنه مواجهة جميع الاضطرابات المناخية.
اقتضت الخطة الجريئة لجوزيف شتراوس إنشاء تحزيم للمكان حيث يشيد البرج الأول. وضعت كتل ضخمة من الخرسانة في قاع البحر المعد بالمتفجرات التي استعملها الغواصون، وكدست ثم جمعت. بعد ختم هذه الوحدات، وضع خزان أسطواني ضخم يمتد من قعر مضيق البوابة الذهبية إلى سطح الماء، وتم حمايته بحزام ليشكل بذلك الأساسات المستقبلية للجسر. بعد تثبيت الخزان الذي يعادل حجمه ملعب لكرة القدم، وأحكام سده تم ضخ 35 مليون لتر ماء المحجوزة فيه. ثم صب العمال في الخزان حوالي 100 ألف متر مكعب من الخرسانة، لتتشكل بذلك أحد دعائم الجسر المعلق. لنشر الأسمنت بصورة موحدة، اضطر العمال للعمل وسط خرسانة تصل إلى الركبتين. في 3 يناير 1935 تم الانتهاء من العمود ليكون في ذلك الحين أكبر عمود تم بناؤه، وبلغت ذروته ارتفاعه 13 مترا فوق الأمواج.

#### بداية الأعمال

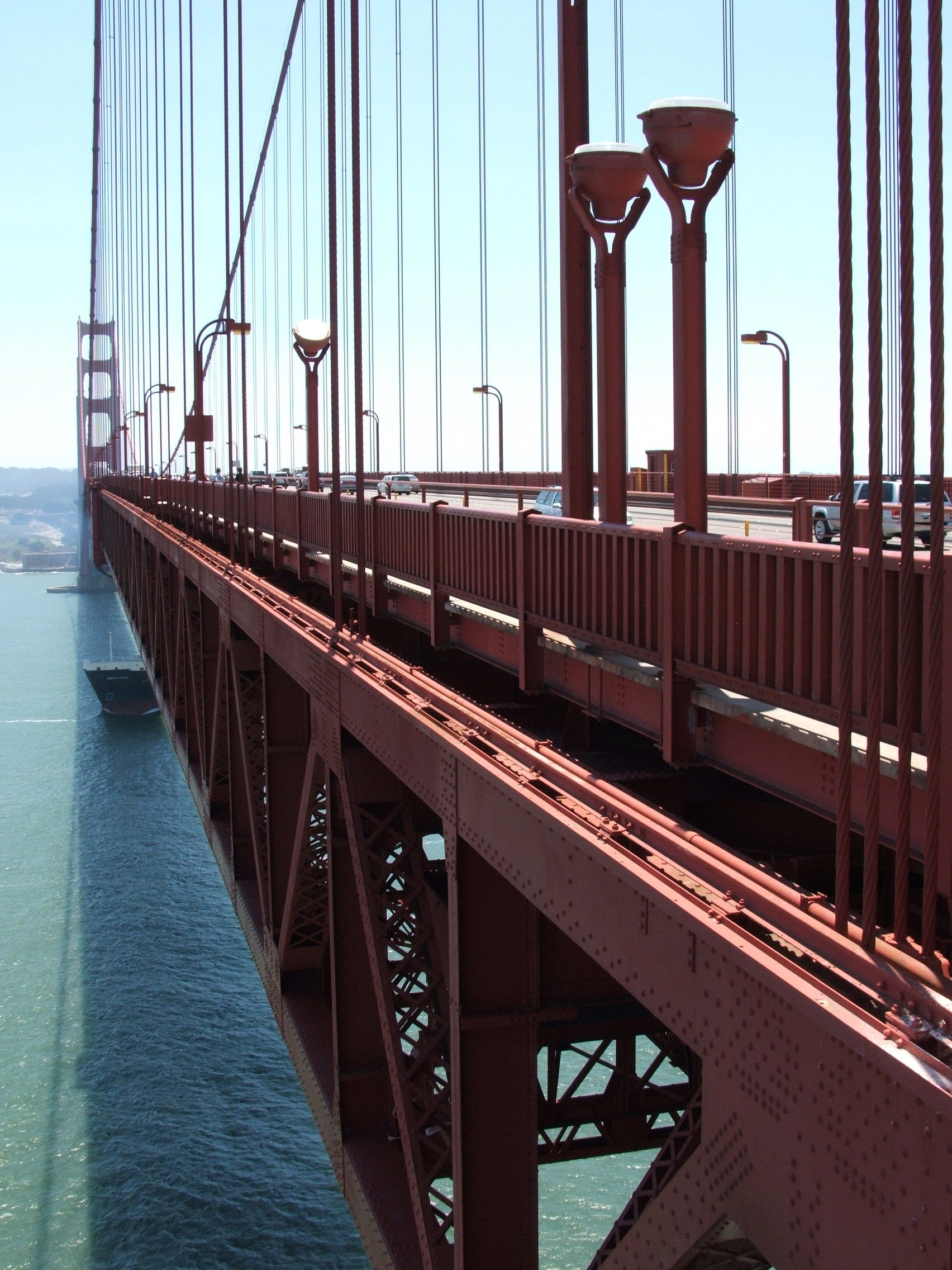
الهيكل المعدني لجسر البوابة الذهبية، وآلاف الكابلات، ركبت في ما يزيد قليلا عن ستة أشهر.

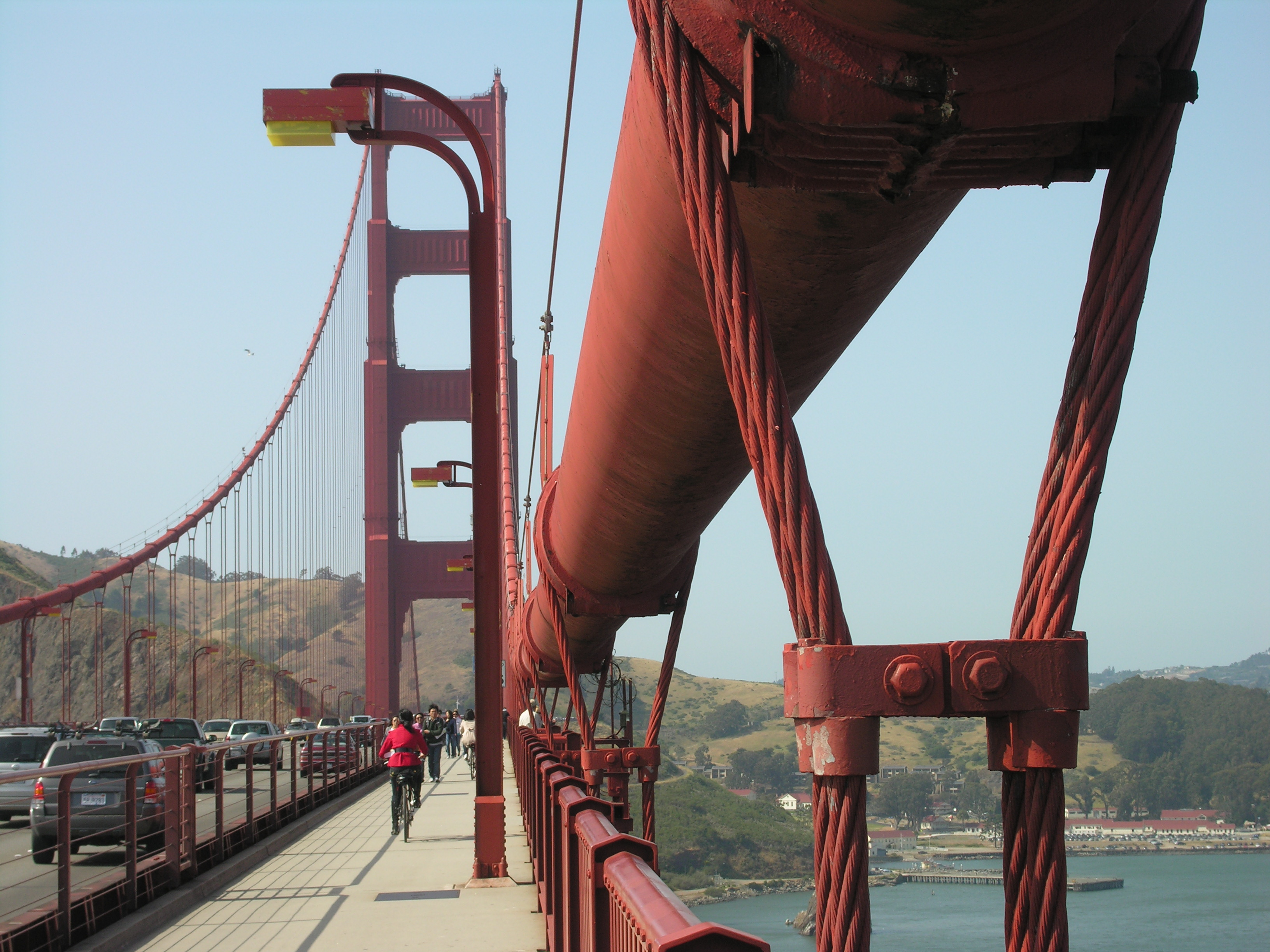
تفاصيل عن تعليق جسر البوابة الذهبية.

عند الانتهاء من الأشغال الأولى، بما في ذلك إنشاء أسس برجي جسر المستقبل، أمكن لتشارلز إليس وموسيف ليون بدء بناء البرجين بارتفاع 227 مترا، والتي تخطت حدود ما كان يُعتقد أنه ممكن تقنيا آنذاك. لإنجاز هذه المهمة الدقيقة للغاية، وجهوا نداء إلى خبراء في الهياكل الفولاذية (الملقبون Ironworkers) المعروفون بأداء مهام خطرة في مواقع مختلفة في جميع أنحاء العالم. «رجال الجسر»، كما يحلو لهم أن يسمو، لم يقاوموا فكرة المشاركة في بناء أكبر جسر معلق في العالم. وفقا لذلك، وجد جوزيف شتراوس بسرعة نفسه مع أفضل البناة والحرفيين من العالم. انتهى بناء البرج الشمالي في غضون 11 شهرا (بما فيها الأعمال الأولية) بين نوفمبر 1933 وأكتوبر 1934 وحمل اسم برج مارين نسبة إلى مقاطعة مارين الواقع فيها. البرج الآخر، وهو برج سان فرانسيسكو اكتمل في ستة أشهر بين يناير ويونيو 1935. الفرق بين المدتين يُفسَّر بالصعوبة التي واجهت بناء دعائم البرج الشمالي نظرا لكثرة الأحداث الطبيعية.
في يونيو 1935، ارتفع برجي جسر البوابة الذهبية عن مستوى سطح البحر لأكثر من 200 متر، وبذلك تم الانتهاء من الأبراج. وفي يوليو، ثبتت الكابلات الفولاذية الأولى (المسماة كابلات المُشاة) لربط البرجين. خلال هذه الفترة، لم يبق من ميزانية البناء إلا ما يكفي للسماح بالاستمرار في العمل، لذلك تم التعاقد مع شركة روبليغ وأبناؤه (بالإنجليزية: Roebling and Sons)‏ لإكمال تثبيت الكابلات في غضون 14 شهرا. وهكذا، لمدة ستة أشهر، من أكتوبر 1935 إلى مارس 1936، كانت كابلات التعليق قد ثبتت في مكانها، بفضل تقنية لتحقيق الاستفادة المثلى من وقت التثبيت، وأمكن تسريع العمل لدرجة أنه في 20 مايو 1936 تم تثبيت آخر كابل، مزينا بأعلام للاحتفال بالحدث: وبهذا تم الانتهاء من الكابلات قبل ثمانية أشهر قبل الموعد المقرر.
بدأت الأعمال النهائية في يونيو 1936 بتركيب ألواح الصلب التي سيتم تعبيد الطريق فوقها مستقبلا. وتم الانتهاء من تركيب الجزء المسطح من الجسر في نوفمبر، وفي يناير من عام 1937، بدأت زخرفة العناصر المختلفة للجسر، وذلك بتوجيهات من مورو ايرفينغ، ثم انهاء الهيكل، الذي كان قد حصل بالفعل على شكله النهائي. وفي أبريل 1937، انتهى بناء أكبر جسر في العالم.

### افتتاح أكبر جسر في العالم
تم الانتهاء رسميا من بناء جسر البوابة الذهبية في مايو 1937، بعد أكثر من أربع سنوات من المغامرات والعوارض. جرى الافتتاح في 27 مايو، الذي أعلن رسميا «يوم للمارة».
شابت مدينة سان فرانسيسكو حالة من الاضطراب، حيث أغلقت معظم متاجر المدينة، وما ظل مفتوحا منها كان يعمل بعدد قليل من الموظفين للغاية. من الساعة السادسة صباحا، تجمع 18 ألف شخص على جانبي الجسر من أجل العبور لأولى مرة، وعند تمام الساعة المنتظرة انزاح الضباب، وكما هو متوقع، رفعت الحواجز لترك الآلاف من الناس معظمهم من الطلاب والشباب يزحفون على الجسر الذي بني حديثا. تظاهر العديد من الناس خلال هذا الحدث في محاولة لتسليط الضوء عليهم خلال هذا افتتاح تاريخي. هذا الافتتاح الذي «شل» ليوم كامل نشاط عدة مدن في البلاد. وهكذا كان دونالد برايان، رياضي ألعاب القوى في كلية سان فرانسيسكو جينيور أول من يعبر الجسر كله، في حين كانت فلورنتين كالجاري أول من أجرى عبورا ذهاب-إياب على عكازات.

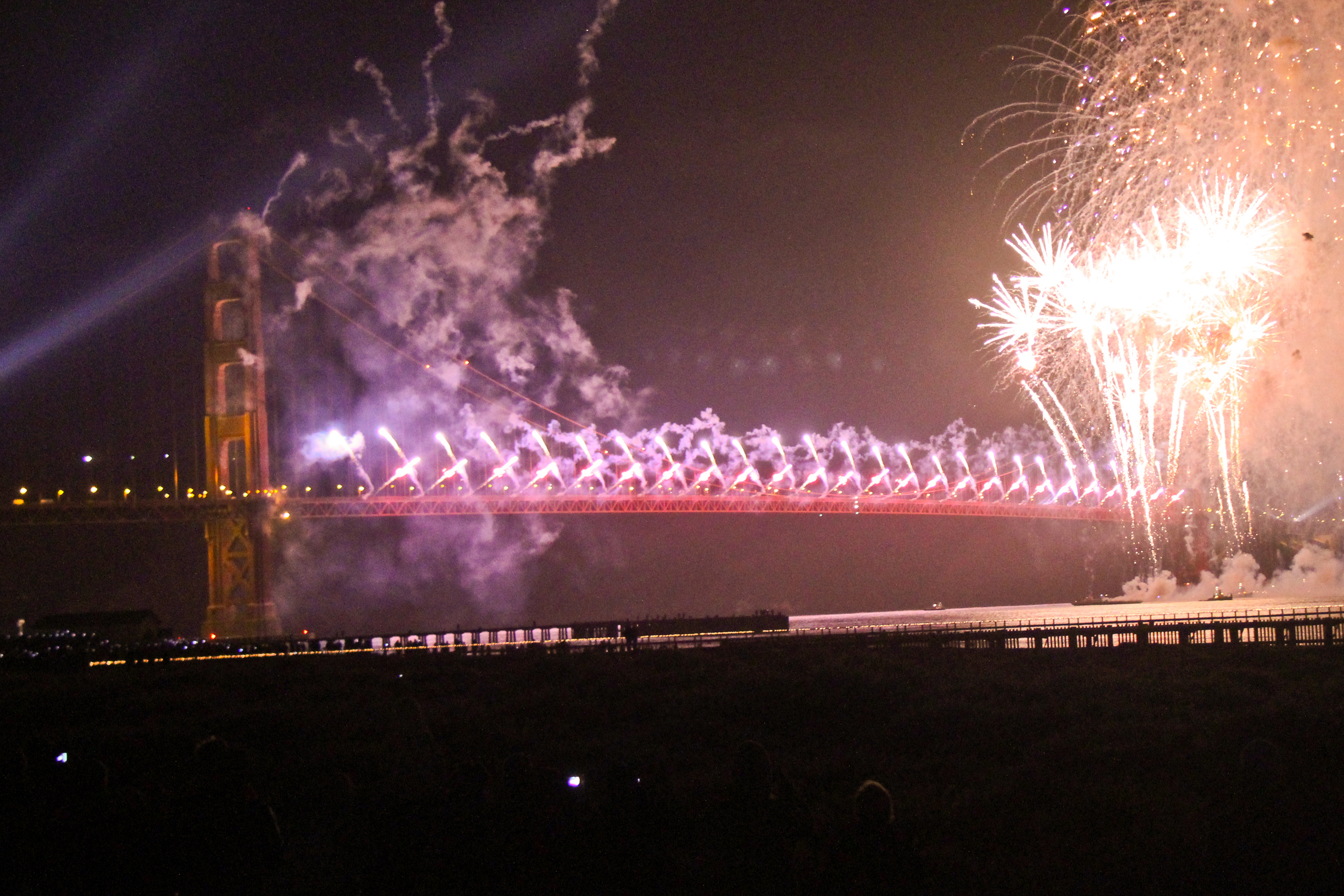
ألعاب نارية احتفالا بمرور 75 عاماً.

بما أنه تم تخصيص يوم 27 مايو للمشاة، والذين كانوا أكثر من مائتي ألف، شهد يوم 28 مايو الافتتاح الرسمي للجسر المعلق في وجه السيارات. افتتح الجسر في هذا اليوم الرئيس فرانكلين ديلانو روزفلت بكبسة زر من واشنطن. وفي غضون ساعات، عبر 1800 سيارات جسر البوابة الذهبية، وفي وقت متأخر من اليوم، كان قد سجل عبور 32000 سيارة وكان 19000 من المشاة قد استوفوا حق العبور بين سان فرانسيسكو ومقاطعة مارين، اللتان ارتبطتا أخيرا. تميز مساء 28 مايو أيضا بعرض ضخم للألعاب النارية، وذلك تكريما للعمل الذي قام به جوزيف شتراوس.

#### احتفالات مرور 75 عام
في يوم الأحد 27 مايو سنة 2012، احتفل سكان مدينة سان فرانسيسكو بمرور 75 عاماً على بناء أحد أكثر الجسور شهرة في العالم، مفخرة المدينة وسكانها ومقصد ملايين السياح سنوياً. تضمنت الاحتفالات مشاركة فرق موسيقية وعروض لسيارات وسفن قديمة، يشهدها الجسر الذي يربط بين سان فرانسيسكو، ومقاطعة مارين. وفي المساء بلغت الفعاليات ذروتها مع عرض للألعاب النارية ما أدى إلى إغلاق الجسر لمدة ساعة. واستمرت الاحتفالات طوال سنة 2012.

## شتراوس وسلامة موظفيها
كان لابد لورشة بحجم جسر البوابة الذهبية أن تحمل مخاطر واضحة بالنسبة للعمال، فهم مجبرون على العمل في الفراغ لتنفيذ أجزاء معينة من العمل. بالمتوسط، وفي ذلك الوقت، كان يسجل حادث مميت لكل مليون دولار ينفق في ورشة من هذا الحجم. ولكن بالنسبة لجوزيف شتراوس المهندس الرئيسي للجسر، فإن حوالي 20 مليون دولار ستنفق على بناء لا يجب أن تكون مرادفا لعشرين حالة وفاة بين العمال. فاستثمر بشكل جيد مئات الآلاف من الدولارات لضمان سلامة العمال، وفي المقام الأول عمال الفولاذ الهيكلي نظرا للمخاطر التي تحيط بهم.

### إجراءات الردع والوقاية

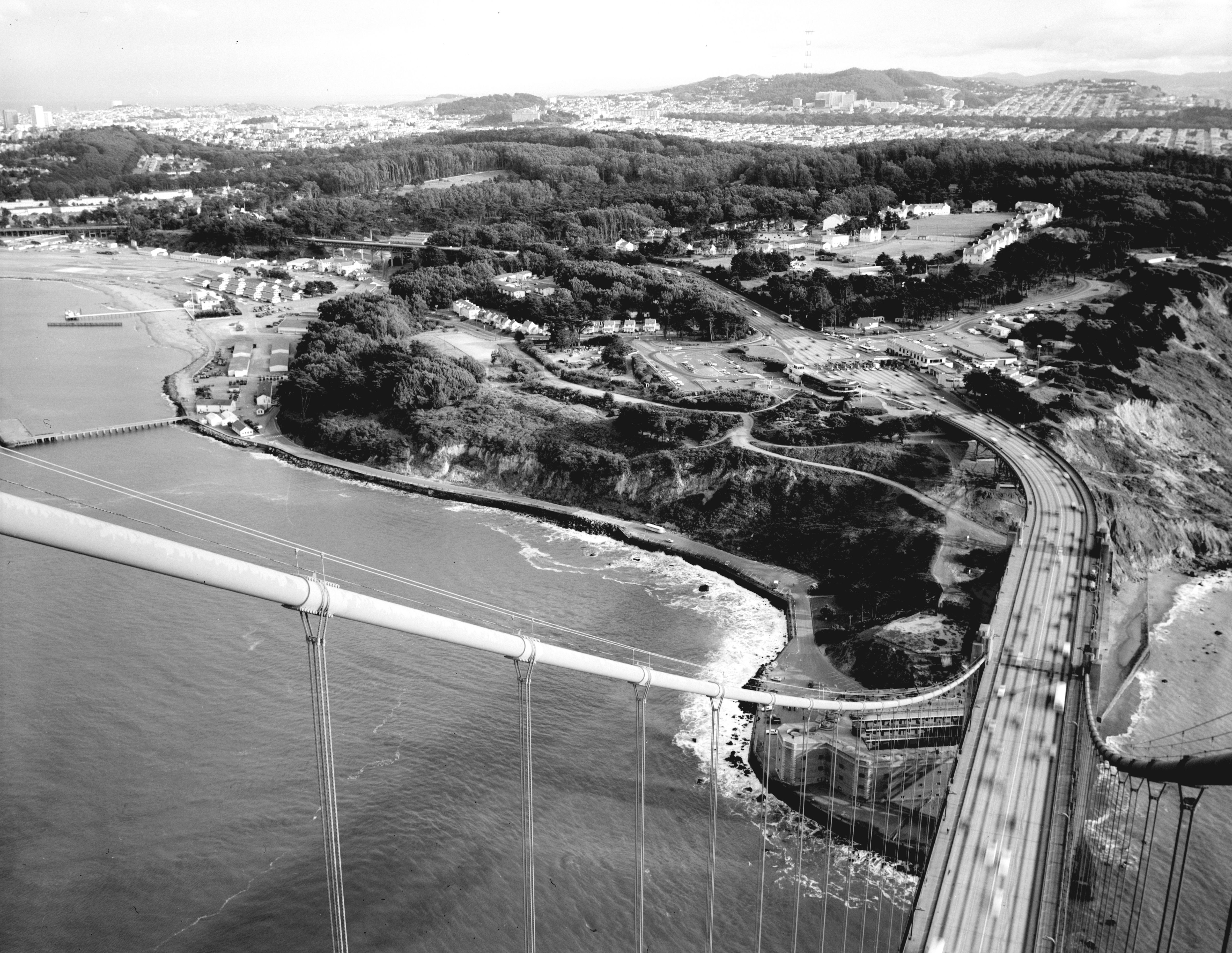
منظر من أعلى البرج الجنوبي في عام 1984.

في بداية المشروع، فرض شتراوس ارتداء الخوذة واستعمال كابل السلامة لجميع الموظفين. كان المهندس راسل كون هو المسؤول عن رصد امتثال العمال لقواعد السلامة. فكان مسؤولا عن ضمان ارتداء الموظفين لخوذة صلبة، وإضافة إلى ذلك، كان شرب الكحول أو القيام بأعمال متهورة وخطرة سببا للفصل من الخدمة. قام كون بعمله بصرامة شديدة جدا، أثبتت مدى فعاليتها. ومن جانبه، توقع شتراوس حتى خطر الشمس على العمال، ووفر علاجا من الملفوف لمحاربة مخلفات ثمالة عماله. ومع ذلك، فإن أهم الابتكارات في مجال الأمن جاء في وقت لاحق.
في عام 1936، وخلال الوقت الذي كانت فيه التأخيرات السابقة تبطئ المشروع، قرر شتراوس استثمار مبلغ 130 ألف دولار في ضمان سلامة العمال: شباك أمان ضخمة، مماثلة لتلك المستخدمة في السيرك، والتي يمكنها أن تنقذ من يسقط من العمال أو أدوات البناء. عُلقت الشباك تحت الجسر قيد الإنشاء، حوالي عشرة أمتار فوق الماء. وكان لهذا العنصر الجديد في ورشة البناء الأثر الإيجابي وبرر التكاليف التي تكبدها: ليس فقط لأنه أنقذ حياة 19 شخصا (فخلق ناد سمي Halfway-to-hell أي «في منتصف الطريق إلى جهنم») ولكنه كان له أيضا أثرا إيجابيا جدا على ثقة العمال وسرعة التقدم الأشغال، لدرجة أن رؤساء الموقع هددوا العمال الذين يلقون بأنفسهم في الشباك من أجل المتعة بالطرد. ويبدو أن رهان شتراوس قد أثمر ولكن ابتكاراته لم تمنع جميع الحوادث.

### لا مفر من وقوع الحوادث
حتى عام 1936، تسبب حادث واحد فقط في وفاة عامل هو كيرميت مور، وذلك في 21 نوفمبر 1936. نظرا لنجاح شباكها، قامت شركة جي إل ستيوارت المصممة للشبكة بتسجيل براءة اختراع. ومع ذلك، وقع في 16 فبراير 1937 حادث فظيع، طرح مسألة كمال الشباك. وهكذا، بينما كان فريق من 11 رجلا يعمل على منصة بالقرب من البرج الشمالي، انهار جزء منها على الشباك، في حين أن اثنين من العمال آخرين كانوا منشغلين بالتقاط الحطام. احتجزت الشباك هيكلا من خمسة أطنان، ولكن في مواجهة مثل هذا الوزن، انهارت في النهاية مسببة ضجة مماثلة لنيران الرشاشات. تمكن أحد العاملين (توم كيسي) من التشبث بعارضة قبل أن يتم إنقاذه لاحقا، ولكن رفاقه الأحد عشر سقطوا في المياه المتجمدة لمضيق البوابة الذهبية، حيث لاقوا حتفهم عدا شخصٌ واحد، هو سليم لامبرت، ذي الستة وعشرين عاما، وكان رئيس عمال الطاقم. تمكن لامبرت من تخليص نفسه من الشباك تحت الماء وخرج بإصابات في أضلاعه والفقرات والرقبة. توفي العشرة الآخرين، إما نتيجة للصدمة وإما غرقا، وانتهت بذلك المرحلة التي بلغت الكمال حتى الآن لجوزيف شتراوس.

## الخصائص

### كبير بكل المعايير

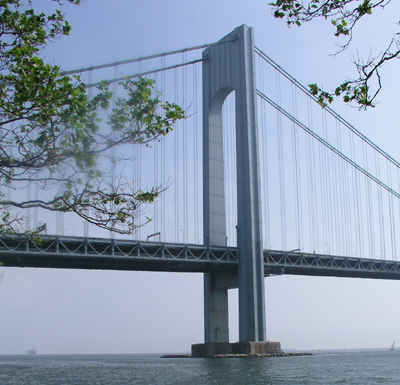
جسر فيرازانو ناروز في نيويورك، خليفة جسر البوابة الذهبية.

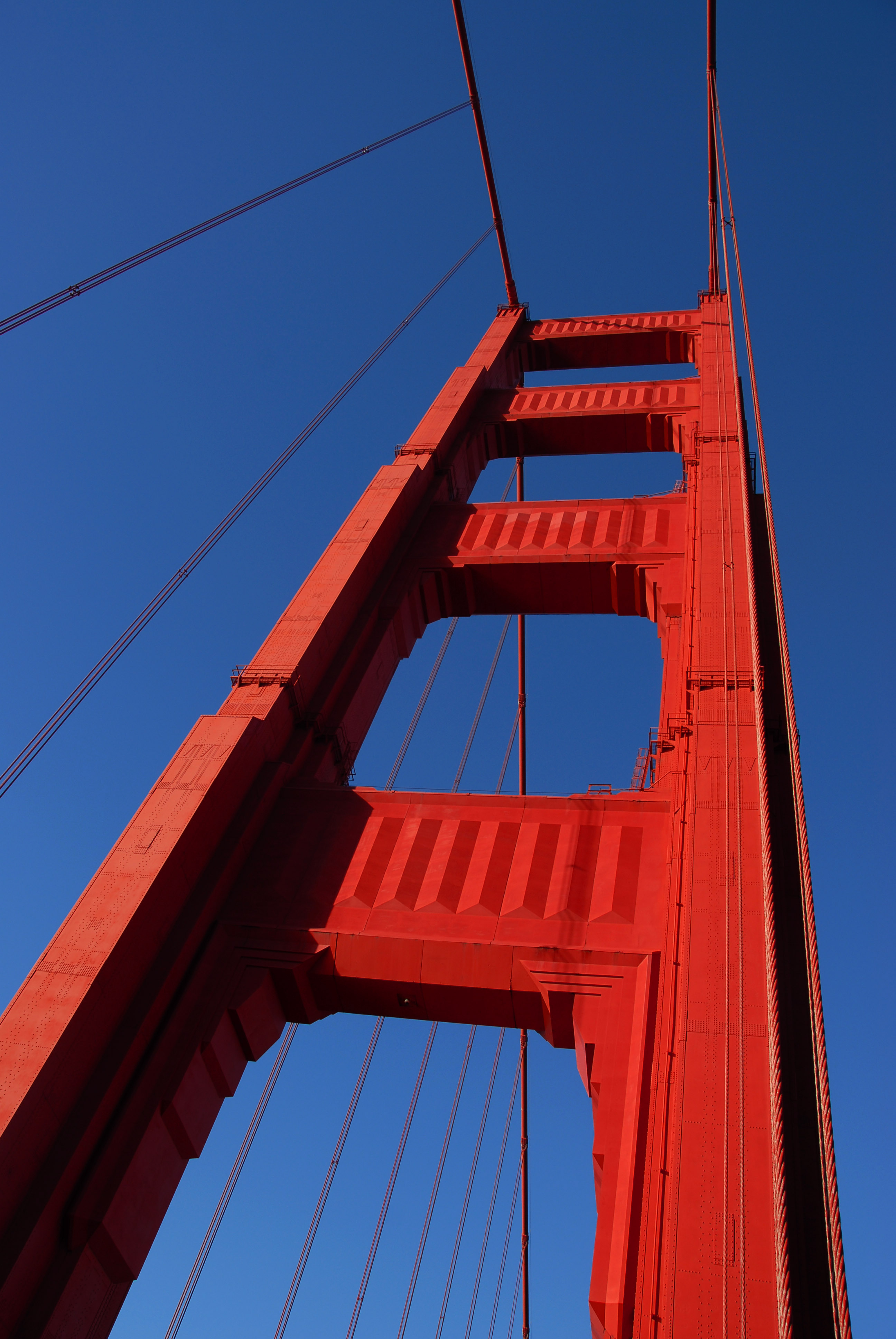
لقطة مقرّبة لأحد أبراج البوابة الذهبية.

عند افتتاح جسر البوابة الذهبية في مايو 1937، كان هو الجسر المعلق ذي السعة القصوى الأعظم (1٬280 متر بين البرج الشمالي والبرج الجنوبي). اللقب الذي انتزعه من جسر جورج واشنطن في نيويورك، والذي اكتمل في سنة 1931 وبلغت سعته القصوى 1٬067 متر.
من حيث الطول، يبلغ طول البوابة الذهبية 1٬970 مترا (1.22 ميلا)، ويرتفع برجاه 230 متر فوق مياه مضيق البوابة الذهبية. وظل جسر البوابة الذهبية أطول جسر معلق في العالم قبل أن يحل محله جسر فيرازانو ناروز في نيويورك في سنة 1964 بطول 2٬270 متر. كما ظل برجاه الأعلى لسنوات عديدة على مستوى العالم. بارتفاع 211 متر (692 قدم) عن مستوى البحر، كان برج البوابة الذهبية البرج المعلق الأعلى في العالم عند الانتهاء من بناءه. وظل كذلك إلى غاية سنة 1998، أي حتى تاريخ الانتهاء من جسور أضخم في الدنمارك واليابان.
يعتبر الجسر أيضا جزء من عجائب الدنيا السبع الحديثة وفقا لتصنيف الجمعية الأميركية للمهندسين المدنيين (بالإنجليزية: American Society of Civil Engineers)‏. ومع ذلك، فإنه لا يظهر في الترتيب الأخير من عجائب الدنيا السبع الجديدة رغم كونه أحد المرشحين الإحدى وعشرين. ويبقى الجسر أحد أشهر جسور العالم المعترف بها.
جسر البوابة الذهبية هو أيضا نقطة عبور من الدرجة الأولى للطريق الذي يربط مدينة سان فرانسيسكو بمراكز رئيسية أخرى من ولاية كاليفورنيا. بعرض 30 مترا، يقدم ستة مسارات مفتوحة أمام حركة المرور (ومسارين للمشاة على كل جانب). يمكن تغيير مكان الفواصل المركزية بين المسارات اعتمادا على حركة المرور. تقليديا، المسار الشرقي محفوظ للمشاة والمسار الغربي لراكبي الدراجات (ما عدا في أوقات الأشغال). ويغلق المسارين من المساء إلى الفجر.

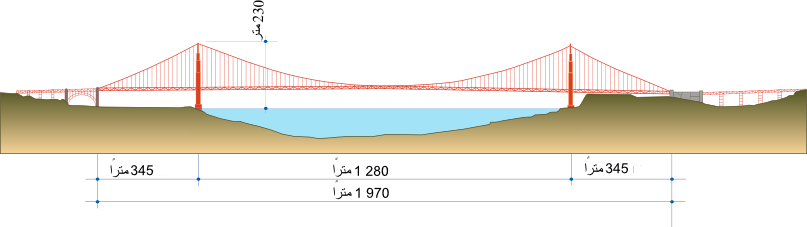
أبعاد جسر البوابة الذهبية.

### من الفولاذ والخرسانة

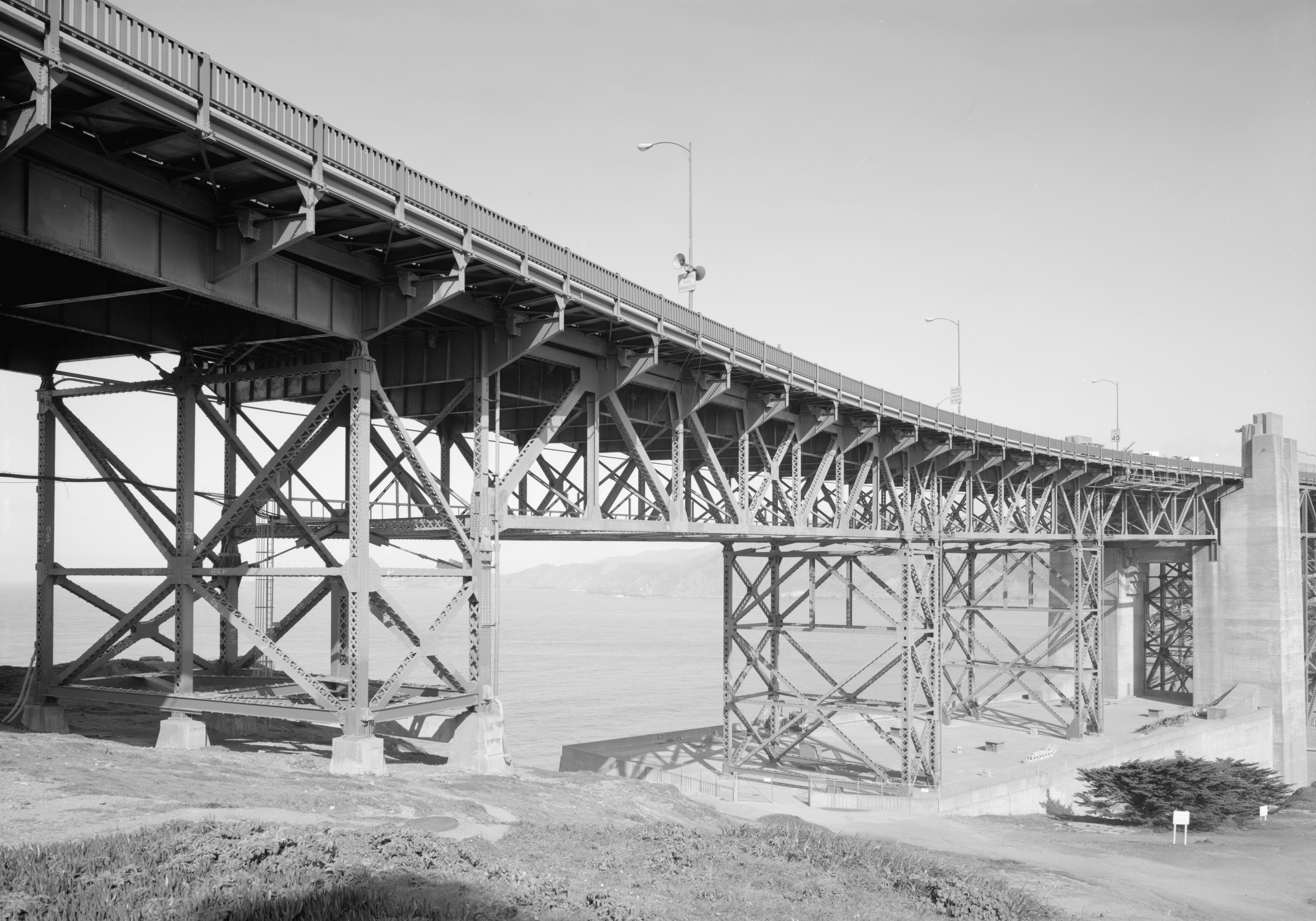
الفولاذ والخرسانة: المادتين الرئيستين لجسر البوابة الذهبية.

كما هو الحال مع أي بناء ضخم، استلزم بناء جسر البوابة الذهبية استخدام كميات كبيرة جدا من الخرسانة لضمان أسس متينة للهيكل. أعمال الحفر تحت الماء وبناء ركيزتين لدعم البرجين تطلبا صب 139٬160 متر مكعب من الخرسانة، و99٬400 طن لبناء الرصيف وإنشاء التحزيم الذي سمح ببناء البرج الجنوبي. بعد ذلك، استدعى شق طرق للوصول للجسر بدوره استخدام 21٬800 متر مكعب من الخرسانة.
الفولاذ مكون رئيسي لدعامة جسر البوابة الذهبية. استقدم الفولاذ الذي استخدام في بناء مكونات الجسر وخصوصا البرجين، من الساحل الشرقي للولايات المتحدة. تم تصنيعه في مصانع الصلب بترينتون (نيو جيرسي) وبماريلاند وثلاثة مصانع أخرى في ولاية بنسلفانيا. نُقل الفولاذ المنتج بالقطارات إلى فيلادلفيا، قبل أن يُشحن على بواسطة سفن إلى سان فرانسيسكو عبر قناة بنما. كان شحن الفولاذ يتم حسب الحاجة المشروع ودرجة تقدمه.
في النهاية، استخدم أكثر من خمسة وسبعين ألف طن من الصلب في بناء الجسر: 40٬280 طن استخدمت لإنجاز البرجين الرئيسي، واستلزم هيكل الجسر المعلق 21٬772 طن. بالإضافة إلى 3٬991 طن استخدمت للأسس و9٬250 طن لمختلف طرق الوصول إلى الجسر. وعلى سبيل المقارنة، استلزم هيكل مبنى إمباير ستيت في نيويورك 60٬000 طن من الفولاذ.

### اللون البرتقالي

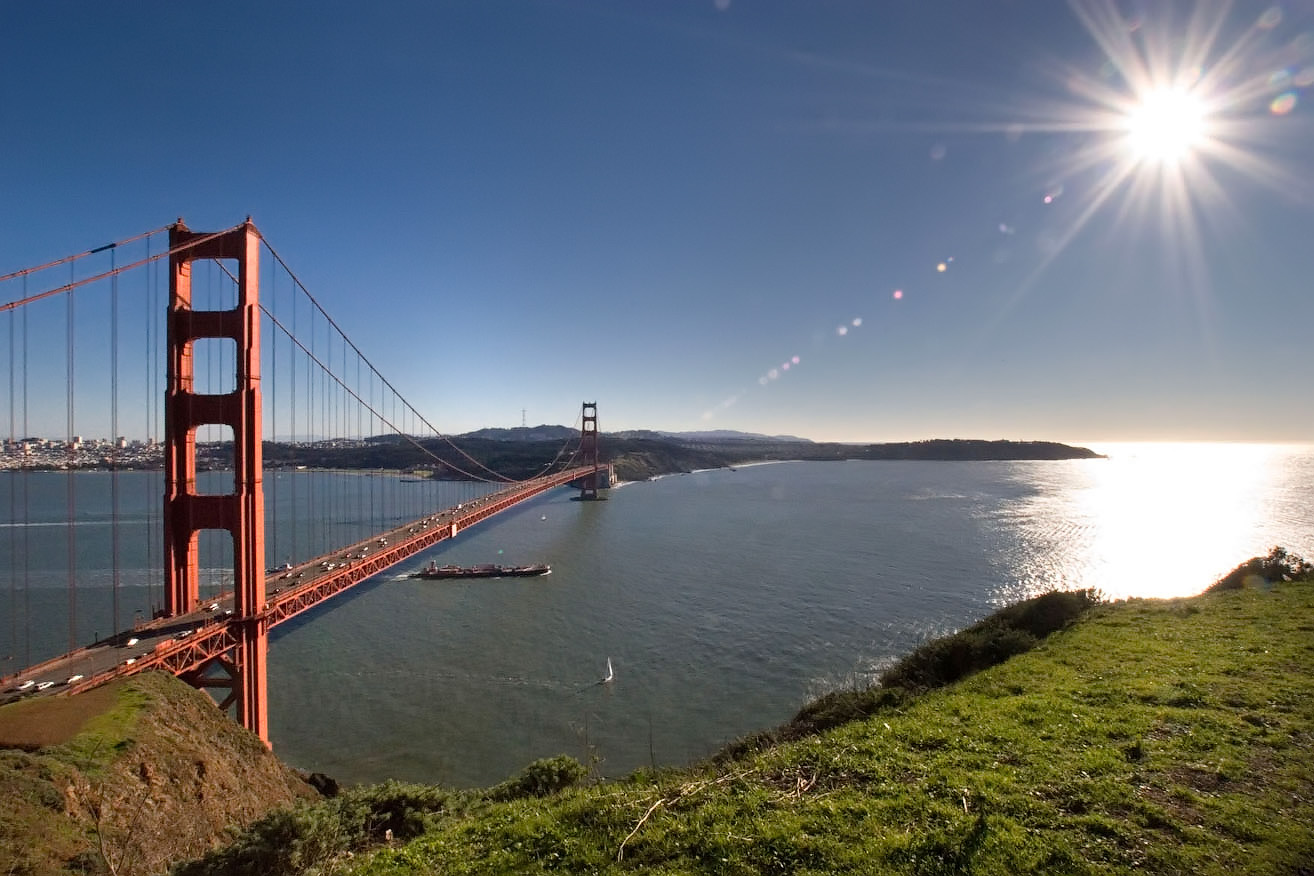
اللون البرتقالي، الذي اختاره ايرفينغ مورو جعل من جسر البوابة الذهبية أحد الجسور الأكثر شهرة في العالم.

دُهن جسر البوابة الذهبية منذ بنائه في بالبرتقالي، وتحديدا اللون البرتقالي الدولي. صاحب الاختيار هو مورو ايرفينغ، الذي تلقى انتقادات حادة من المسؤولين، الذين وجدوا فيه فكرة سخيفة. عرض آخرون طلاء الجسر باللون الرمادي الصلب (مثل جسر سان فرانسيسكو-أوكلاند)، ولم يعتمد لون الألومنيوم، وظل مورو يرى أن البرتقالي متفق تماما مع العناصر المختلفة للخليج ويعزز رؤية الجسر في الضباب. كانت بحرية الولايات المتحدة قد عرضت طلاء الجسر باللون الأصفر مع خطوط سوداء ليصبح واضحا للسفن التي تعبر الخليج، لكن مورو لم يتخل أبدًا عن فكرته الأولى، ودهن الجسر بالبرتقالي، لتكون واحدة من أهم سماته المميزة.
صيانة الطلاء هي إحدى أعمال الصيانة الرئيسية لجسر البوابة الذهبية. وللطلاء دور في الحماية من تأثير الملح الموجود في الهواء، والذي يشجع على انتشار الصدأ، مما يضعف الصلب. مسألة الحفاظ بالطلاء هي محل خلافات عدة: بالنسبة للبعض، يتم استبدال الطلاء كل سبع سنوات، في حين أن آخرين يوصون بتجديد الطلاء باستمرار. في الواقع، تم طلاء الجسر أول مرة بطبقة سميكة الرصاص لم تمس طيلة سبعة وعشرين عاما. لكن في عام 1968، دفعت حالة التآكل المتقدمة للبنية بالسلطات لإطلاق برنامج لإزالة الطلاء القديم، واستبداله بممهد من سيليكات الزنك، وغطيت بطبقات من الفينيل. في تسعينيات القرن العشرين عوض الفينيل بدوره وحل محله طلاء الأكريليك، لتلبية معايير جودة الهواء. تم الانتهاء من البرنامج في عام 1995 ومنذ ذلك الحين يتم تغيير الطلاء فقط في المناطق الأكثر تضررا من التآكل. مكونات اللون البرتقالي الدولي هي نتيجة خليط معقد جدا. وهو يوافق الرمز PMS 173، ويتكون من 0% سيان و69% من الأرجواني، و100% أصفر، و6% من الأسود.

### الجماليات والإضاءة

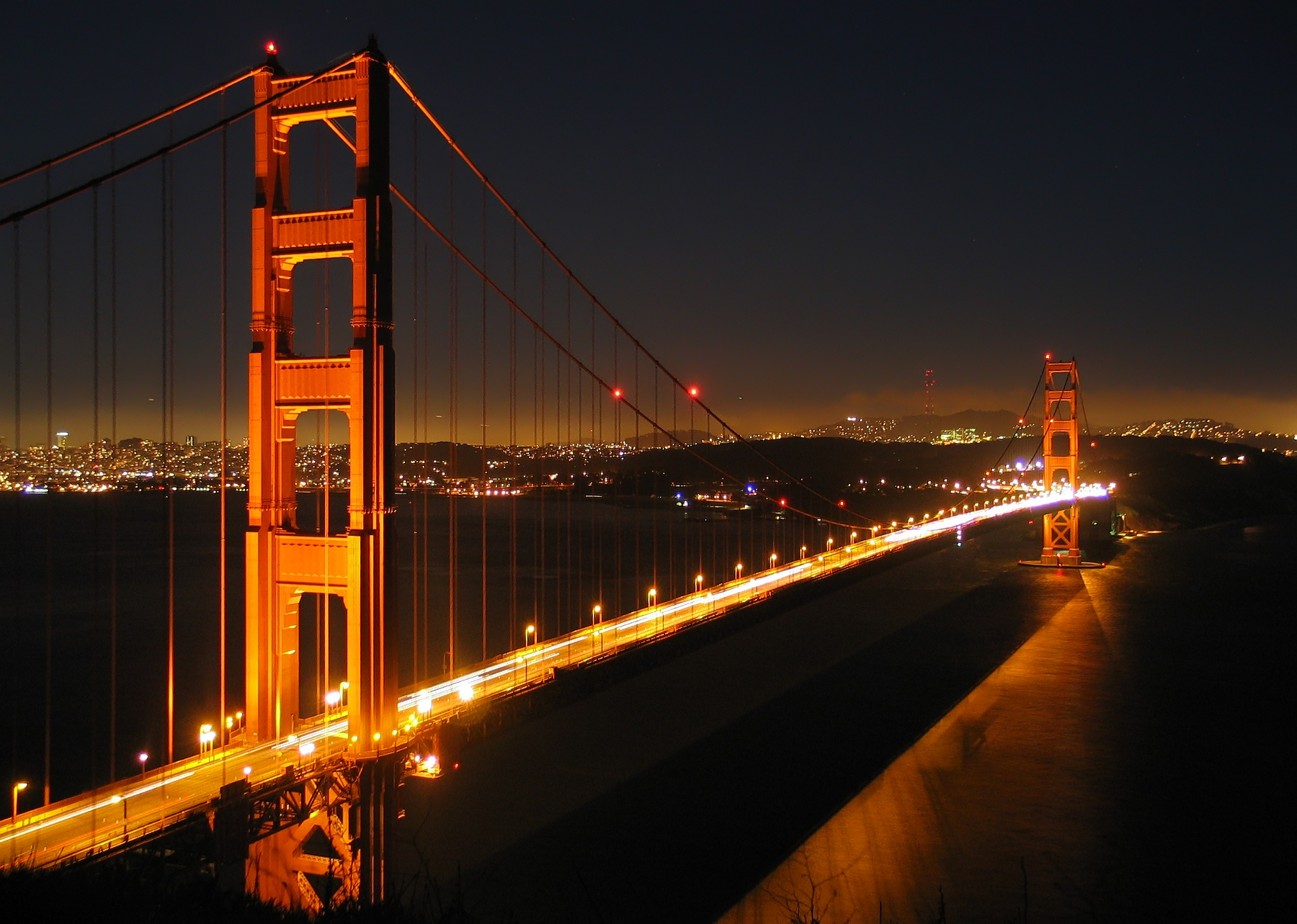
جسر البوابة الذهبية، متألق ويمكن التعرف عليه حتى ليلا.

شكلت إنارة جسر البوابة الذهبية بالنسبة للمهندس المعماري ايرفينغ مورو مسألة هامة جدا. فقد سلم في 6 أبريل 1935 لجوزيف شتراوس تقريرا، بعنوان «تقرير عن الألوان والإضاءة».
وكان هدفه توفير إضاءة للجسر تناسب عظمة المنشأة، وحتى إضاءة يمكنها أن تبرز شخصية فريدة ومذهلة. قرر مورو، تكييف الإضاءة مع كل جزء من الأجزاء المختلفة للجسر: على سبيل المثال، استعمال مصابيح أقل لإنارة برجي الجسر لإعطاء الانطباع أن قمتيهما أعلى من مدى الإضاءة. بعد ذلك، اعتقد مورو أن الإضاءة المبهرجة لا تناسب جسر البوابة الذهبية، لذا استعمل مجموعة مصابيح صغيرة ببخار الصوديوم منخفض الضغط، وتتميز هاته المصابيح إضاءتها البرتقالية قليلا على طول الطريق ولا تنتج عنها إبهار يعمي مستخدمي الطريق. وعند تركيبها في عام 1937، كانت هذه المصابيح إحدى أبرز معالم التكنولوجيا المتقدمة. بعد خمسة وثلاثين عاما، أي في عام 1972، تم استبدال مصابيح بخار الصوديوم المنخفضة الضغط بأخرى مرتفعة الضغط. تركيب هذه المصابيح الجديدة سمح بتحسين جودة الإضاءة بتكلفة أقل. وللحفاظ على الشدة الأولية، أضيفت عدسات على التركيبات الجديدة.
لم تنفذ خطة إنارة الأبراج حسب ما خطط له مورو إبان بناء الجسر، وذلك بسبب قيود على الميزانية. تأخر التنفيذ حتى 22 يونيو 1987، بعد وقت قصير من الاحتفال بالذكرى السنوية الخمسين لإنجاز جسر البوابة الذهبية، ليتم إنارة البرجين للمرة الأولى. وبما يتفق مع فكرة مورو، ثبتت الإضاءة بطريقة توهم بأن الأبراج هي أعلى بكثير من المصابيح. قاربت تكلفة تركيب الإضاءة على الأبراج حوالي 1.2 مليون دولار، مولته شركة «شركة المحيط الهادي للكهرباء والغاز» (بالإنجليزية: Pacific Gas & Electric Company)‏. وكانت الشركة المنفذة، وهي شركة ابيت للكهرباء (بالإنجليزية: Abbett Electric Company)‏، قد قدرت كلفة العمل بما لا يفوق مليون دولار.

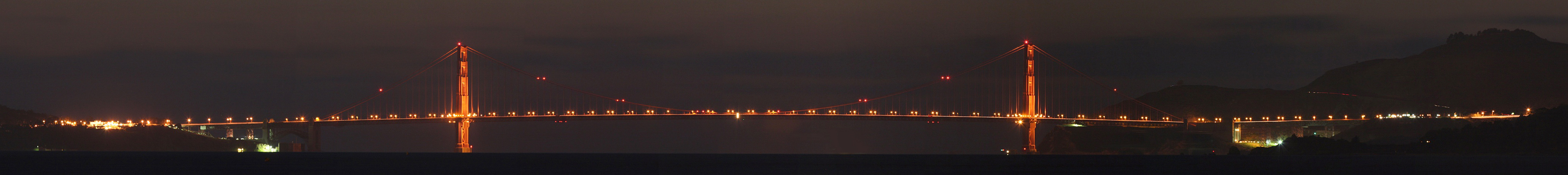
رؤية بانورامية لإضاءة الجسر.

يعد نظام الإضاءة اليوم بضخامة جسر البوابة الذهبية. حيث يستعمل 128 مصباح ذات 250 واط على حواف مسارات الجسر، 24 منها مسلطة على الرصيف الذي يحيط بالأبراج، و12 مصباحا مزخرفة بقوة 400 واط لتزيين كل برج، بالإضافة لمنارة جوية بضوء أحمر على قمة كل برج بشدة 750 واط. النظام يشمل أيضا عدة أميال من الأسلاك لتغذية المصابيح الكهربائية. شكل الجسر كان سبب الأهم في رفض تصميم جوزيف شتراوس الأول. فأعاد مراجعة التصميم، وأضاف بعض التفاصيل كالإضاءة وخطوط عريضة لكابلات الجسر والأبراج.

## الجسر من الناحية الاقتصادية

### تسعيرة المرور

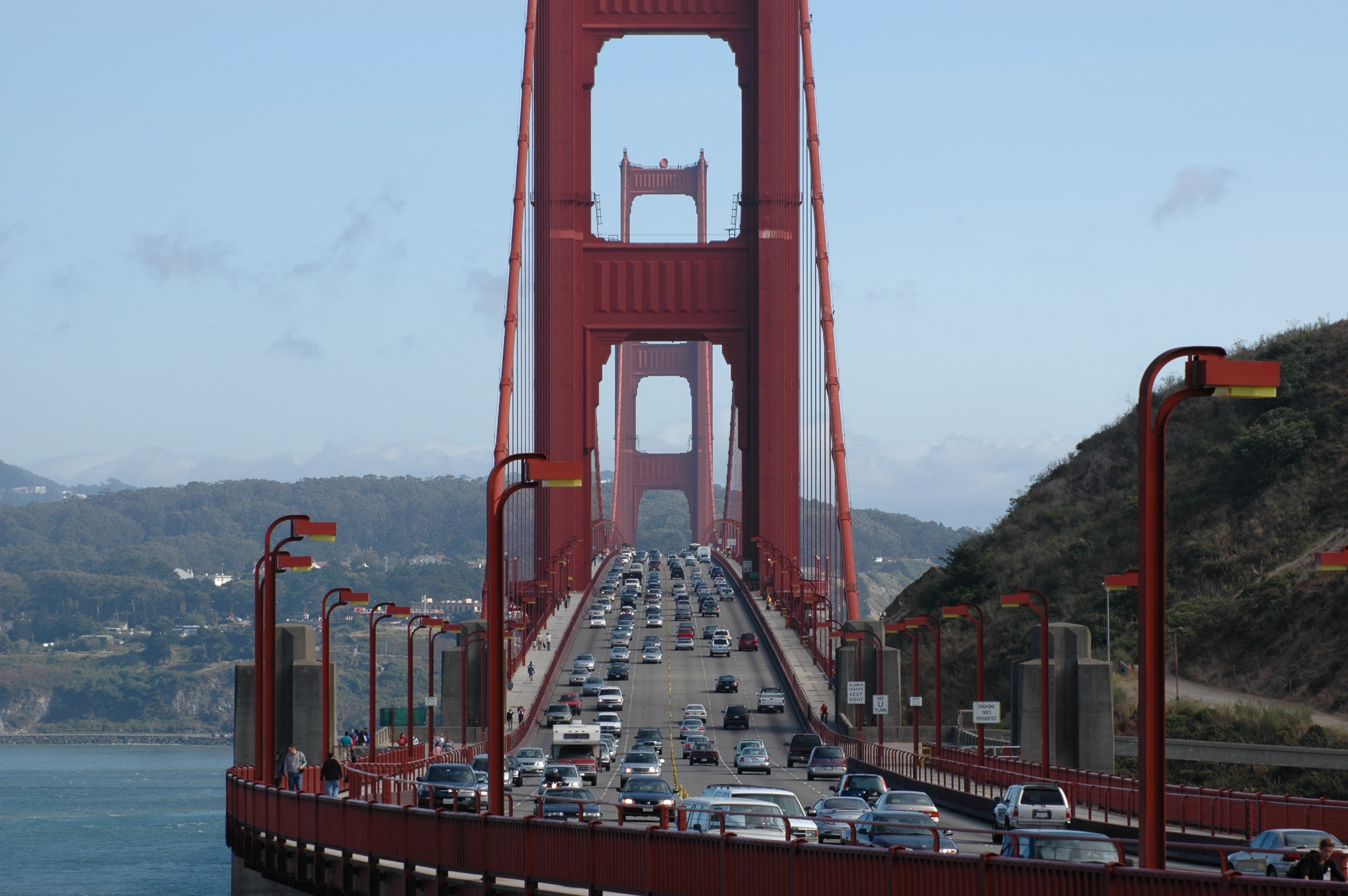
رغم الحركة الكبيرة على الجسر، فإنه لا يمكن الاعتماد على حصيلة رسم العبور فقط لتمويل صيانته.

بسبب حجم جسر البوابة الذهبية الهائل، فإنه يتطلب العديد من أعمال الصيانة للحفاظ عليه، ويتطلب أموالا طائلة. وبصفته جسر يقع إلى شمال خليج سان فرانسيسكو، وتتخذه سنويًا نحو 42 مليون سيارة، صار الجسر ضروري بالنسبة للمستخدمين في المنطقة. المصدر الأول لتمويل بناء الجسر هو حصيلة رسم العبور الذي أنشئ منذ افتتاح الجسر المعلق في 23 مايو 1937. في البداية، كان الرسم هو 50 سنتا في الاتجاهين، مع 5 سنتات إضافية إذا كانت السيارات تنقل أكثر من ثلاثة ركاب. أخذ السعر بالانخفاض، أولا في الفترة بين عاميّ 1937 و19 أكتوبر 1968، وصولا إلى قيمة 25 سنتا في الاتجاهين. عام 1968 شهد نقطة تحول في سياسة التسعير المطبقة: عبور الجسر من الجنوب إلى الشمال أصبح مجانا ولكن السعر تضاعف لمستخدمي الجسر من شمال خليج سان فرانسيسكو إلى مدينة سان فرانسيسكو. اليوم، يصل السعر العادي إلى ست دولارات للعبور نحو الجنوب، والعبور مجاني في الاتجاه المعاكس. وينخفض السعر إلى ثلاثة دولارات للسيارات التشاركية خلال ساعات الذروة. بلغت إيرادات رسم العبور 84 مليون دولار (خلال السنوات المالية 2003-2004 و2004-2005)، ولكن هذا المبلغ ليس له أي تأثير على اقتصاد مدينة سان فرانسيسكو حيث يسمح فقط بتغطية جزء من أعمال الصيانة اليومية للهيكل.
يعتبر جسر البوابة الذهبية شارعا حيويا للتجارة بين مدينة سان فرانسيسكو وشمال كاليفورنيا، ولكنه لا يجني من ذلك شيء. وبالمقابل فإنه يحتاج تمويلا خارجيا لكي يعمل بشكل صحيح، بالإضافة إلى أعمال المطابقة للمعايير الزلزالية.
ومع ذلك، وبصورة إجمالية فإن الجسر له تأثير إيجابي للغاية على المنطقة. فقبل بنائه، كان تستعمل العبارات للوصول إلى شمال خليج، وكان ذلك لا يسمح بنقل الكثير من البضائع ويحد التجارة للغاية بين جنوب وشمال الخليج. وببناء جسر، صارت وسائل النقل الأخرى قادرة على عبور مضيق البوابة الذهبية. وأصبح الوصول إلى مدينة سان فرانسيسكو وغيرها من مدن جنوب كاليفورنيا أسهل من مدن أخرى في البلاد، مثل لوس أنجلوس.

### الإدارة والتسيير

شعار GGBHTD المسؤولة عن إدارة الجسر.

انتقلت إدارة الجسر إلى دائرة النقل العام والطريق السريع وجسر البوابة الذهبية (بالإنجليزية: Golden Gate Bridge, Highway and Transportation District؛ اختصارا: GGBHTD)‏، وهي شركة مساهمة عامة تأسست في عام 1923، أي قبل البناء الفعلي للجسر، في الوقت الذي كان مجرد مشروع، وعلى وشك التنفيذ. تمثلت مهمة الدائرة بتوفير إدارة آمنة وسليمة، وإجراء صيانة وتحسينات لجسر البوابة الذهبية، وتقديم خدمات النقل فضلا عن الموارد اللازمة لمستخدمي الطريق السريع رقم 101 الذي يعبر الجسر. بدعم من السلطات في ولاية كاليفورنيا، نجحت الدائرة في إنشاء شبكة من الحافلات والعبارات في الخليج، رغم عدم حصولها على الأموال المخصصة لهذا الغرض. في الواقع فإن الهيئة لم يكن لديها القدرة على جمع المال عن طريق الضرائب، وبالتالي كان عليها أن تعتمد على الفائض الناتج عن رسوم العبور، وكذلك أسعار النقل المقترحة (الحافلات والعبارات) لتكون قادرة على تمويل نفسها. مولت رسوم العبور 50% من تكاليف شبكة النقل، ووفرت تذاكر السفر 30% من الأموال اللازمة. أما العشرين بالمئة المتبقية تغطيها المنح الاتحادية والمحلية من ولاية كاليفورنيا. الإعلانات وتأجير المعدات الشركة تساهم أيضا في توفير السيولة المالية.
يدير دائرة GGBHTD مجلس إدارة يتكون من تسعة عشر عضوا يمثلون المقاطعات الست التي ساهمت في تشكيلها. لمقاطعة سان فرانسيسكو حصة الأسد من أعضاء المجلس بتسعة أعضاء، يعين أحدهم رئيس بلدية سان فرانسيسكو، ويرأس الاجتماع. لمقاطعة مارين شمال الجسر أربعة أعضاء، ومقاطعة سونوما ثلاثة، بينما شخص واحد يمثل المقاطعات المتبقية: مقاطعة نابا ومقاطعة ميندوسينو ومقاطعة ديل نورت. وتدفع الإدارة للأعضاء 50 دولارا لكل اجتماع، يمكن أن تصل القيمة إلى 5000 دولار سنويا، و7500 دولار لمدير المجلس.

## الخطر الزلزالي

### تجارب صعبة

#### الزلازل والعواصف

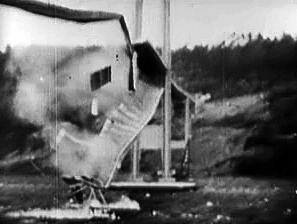
انهيار جسر تكوما ناروس، 7 نوفمبر 1940.

شهد تاريخ 7 نوفمبر 1940 انهيار ثالث أكبر جسر معلق في العالم آنذاك، وهو جسر تكوما ناروس، ما أثار استياء مهندسي جسر البوابة الذهبية. ليون موسيف، أحد كبار مهندسي جسر البوابة الذهبية، وجسر تكوما ناروس أيضًا، اعتبر مذنبا بعد سقوط الأخير كونه لم ليكن مرنا كفاية. تم الاتصال بتشارلز ايليس، مهندس آخر بجسر البوابة الذهبية، لدراسة قوة الجسر، حتى لا تقع كارثة مماثلة لكارثة جسر تاكوما. ولكن نتائج الدراسة كانت مطمئنة: حادث جسر تكوما ناروس يرجع في الواقع لضيقه، بنسبة 1 من 72 بين الطول والعرض. وخطر تكرر المشكلة مع جسر البوابة الذهبية، الذي يتمتع بنسبة 1 من 47 حسبة التقرير، بالتالي منخفض للغاية. ما طمأن المهندسين حول قدرة الجسر على مواجهة مخاطر الأحوال الجوية. ومع ذلك، كانت المخاطر الزلزالية لا تزال غير متصورة.
واجهت مدينة سان فرانسيسكو عدة زلازل متفاوتة القوة، ويبقى الزلزال تهديد دائم يمكن أن يفتك ويدمر جسر البوابة الذهبية. حسب العلماء، فإنه سيقع زلزال بقوة لم تعرفها المدينة في غضون خمسة وثلاثين سنة القادمة. زلزال سنة 1906، والذي بلغت قوته 7.9 درجة على مقياس ريختر، دمر جزءا كبيرا من مدينة سان فرانسيسكو. وترسم توقعات وقوع زلزال أكبر معالم نهاية مأسوية لجسر البوابة الذهبية، خاصة وأن جسورا معلقة عدة أظهرت هشاشتها في الماضي.

#### الخطر الزلزالي يتجلى

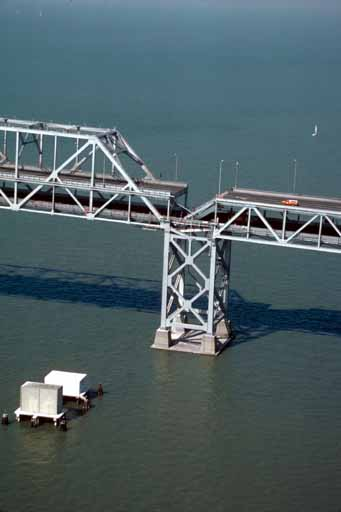
مقطع من جسر الخليج، الذي تضرر بسبب الهزات.

كان ذلك في أواخر ثمانينيات القرن العشرين، مع وقوع الزلزال في لوما بريتا بشدة 6.9 درجات، عندما أدركت السلطات ما يمكن لزلزال أن يمثل من خطر، ليس فقط بالنسبة للبشر ولكن للجسور المعلقة أيضا. حصد زلزال لوما بريتا 62 ضحية، وأكثر من 3000 جريح وألحق أضرارا قدرت بأكثر من خمسة مليارات دولار.
من بين المباني التي تضررت بالكارثة، جسر الخليج، الذي بني في نفس الوقت مع جسر البوابة الذهبية، وجزئيا بنفس الطاقم. انهار جزء كامل من الجسر الذي يربط بين خليج سان فرانسيسكو بمدينة أوكلاند القريبة. الزلزال، الذي كان مركزه في جبال سانتا كروز، على بعد 80 كيلومترات من الجسر، كان له تأثير في المقام الأول في منطقة خليج سان فرانسيسكو.
تأثر جسر البوابة الذهبية بالزلزال، ولكن من دون أي ضرر. حرَّكت الاهتزازات العنيفة وصلات التعليق، الواقعة بين الحبال والطريق، وتفاعل الجسر وفق الاحتياطات التي اتخذتها المهندسون : ترنح الجسر مخمدا لقوى الزلزال، قبل أن يتحرر من الاهتزازات والحركات. تبديد الطاقة أنقذ جسر البوابة الذهبية من الكارثة. لهذا السبب، يجري تنفيذ مشاريع واسعة من بتقنيات الحماية الزلزالية لحماية الجسر من تهديد زلزالي وشيك، قد لا يحدث هذه المرة على مسافة 80 كيلومترا من الهيكل.
مصدر المخاطر الزلزالية نابع من وقوع مدينة سان فرانسيسكو بين صدعين من أكثر صدوع ولاية كاليفورنيا نشاطا، وهما صدع سان أندريز وصدع هايوارد. كل صدع يرسم الحدود بين اثنين من الصفائح التكتونية، إلا أن الصفائح القارية تتحرك بشكل مستمر، ولكن ليس دائمًا في الاتجاهات نفسها. بعد مرور بعض الوقت، تنهار مناطق احتكاك اللوحات وتتحرر توترات متراكمة منذ تشكيلها. هذا هو ما حدث خلال زلزال عام 1906، أحد أكثر الزلازل عنفا في التاريخ.

### عملية التجديد دائمة وأساسية

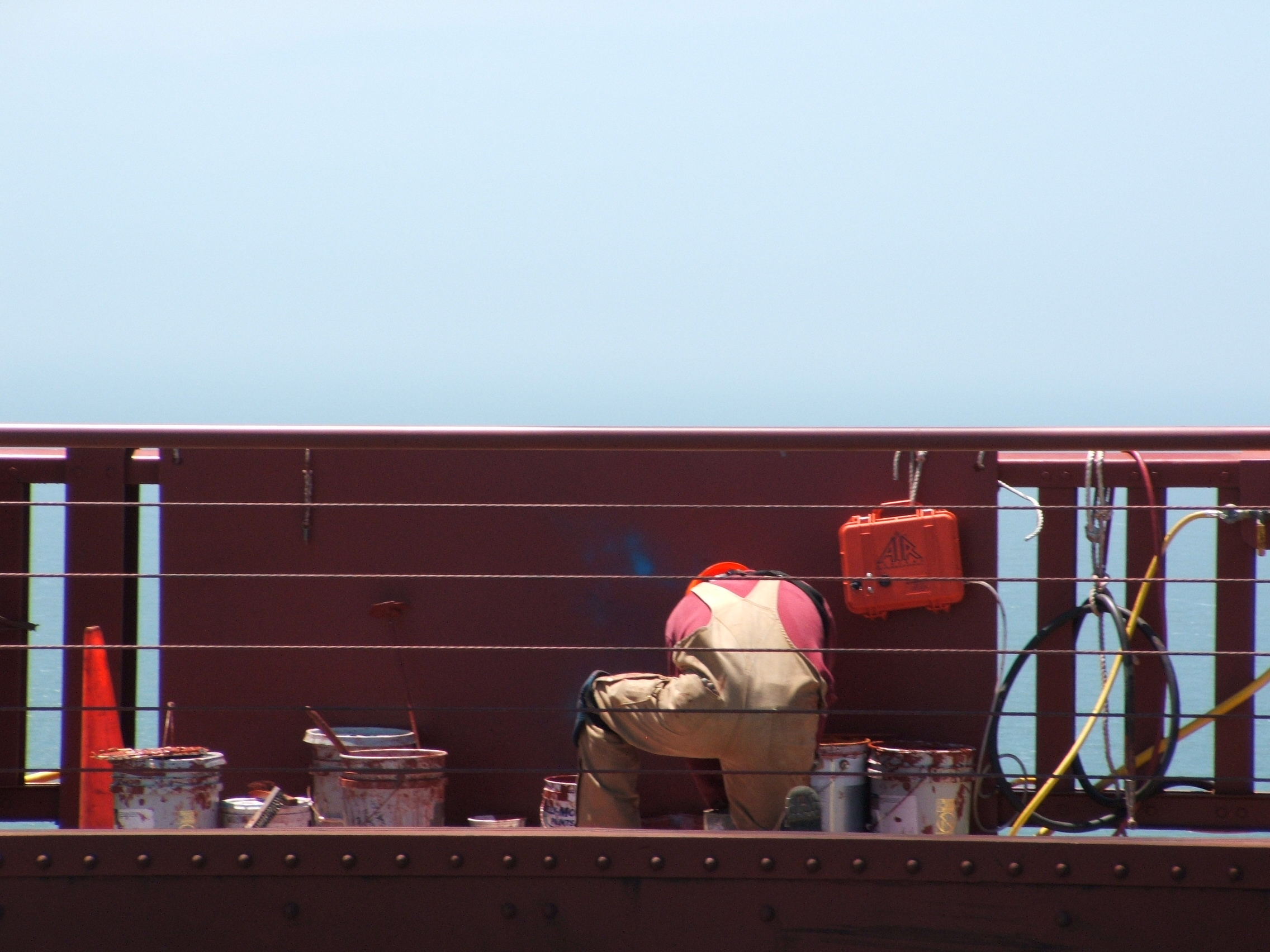
عامل صيانة على سطح الجسر.

حتى تكون كبرى جسور خليج سان فرانسيسكو قادرة على الصمود أمام زلزال كبير، فإنها تستفيد من برنامج تحديث ومطابقة للمعايير. أنفق أكثر من ملياري دولار لتفادي وقوع كارثة لوما بريتا لجسر الخليج، حتى لا يتكرر مرة أخرى مشهد انهيار جزء منه. اتخذ مهندسو جسر البوابة الذهبية احتياطات أكثر أثناء البناء لحماية الجسر من الكوارث الطبيعية، ومن الزلازل أيضا التي تضرب بانتظام الخليج. ومن الخصوصيات المعمارية الزلزالية الموجودة في الجسر، يُلاحظ وجود فواصل تمدد على كل جانب من الجسر تسمح، في حال وصول صدمة إلى الجسر، تفريقها بين أجزاء الجسر الموجودة على كل جانب بالانزلاق. هذا التباعد يمكن أن يصل إلى 43 سنتيمترا، ومع ذلك، فقد أظهرت تجارب حديثة أن هذه الاحتياطات غير كافية لمواجهة زلزال عنيف.
أعمال التحديث ومطابقة المعايير تستند على عمليتين أساسيتين: دعامات مرنة تعزل أجزاء مختلفة من الجسر، وإضافة لمخمدات يفترض أن تخفف الصدمات. يعتقد العلماء أن الزلزال الكبير التالي سيحدث في غضون الخمس والثلاثين سنة القادمة، ولكن من الممكن جدا أن يحدث في غضون شهر، أو سنة، أو عشر سنوات. لهذا السبب، فإن الجسر في تجديد مستمر، بهدف نهائي هو المحافظة على الجسر في وجه زلزال قوته 8.3 درجة على مقياس ريختر.

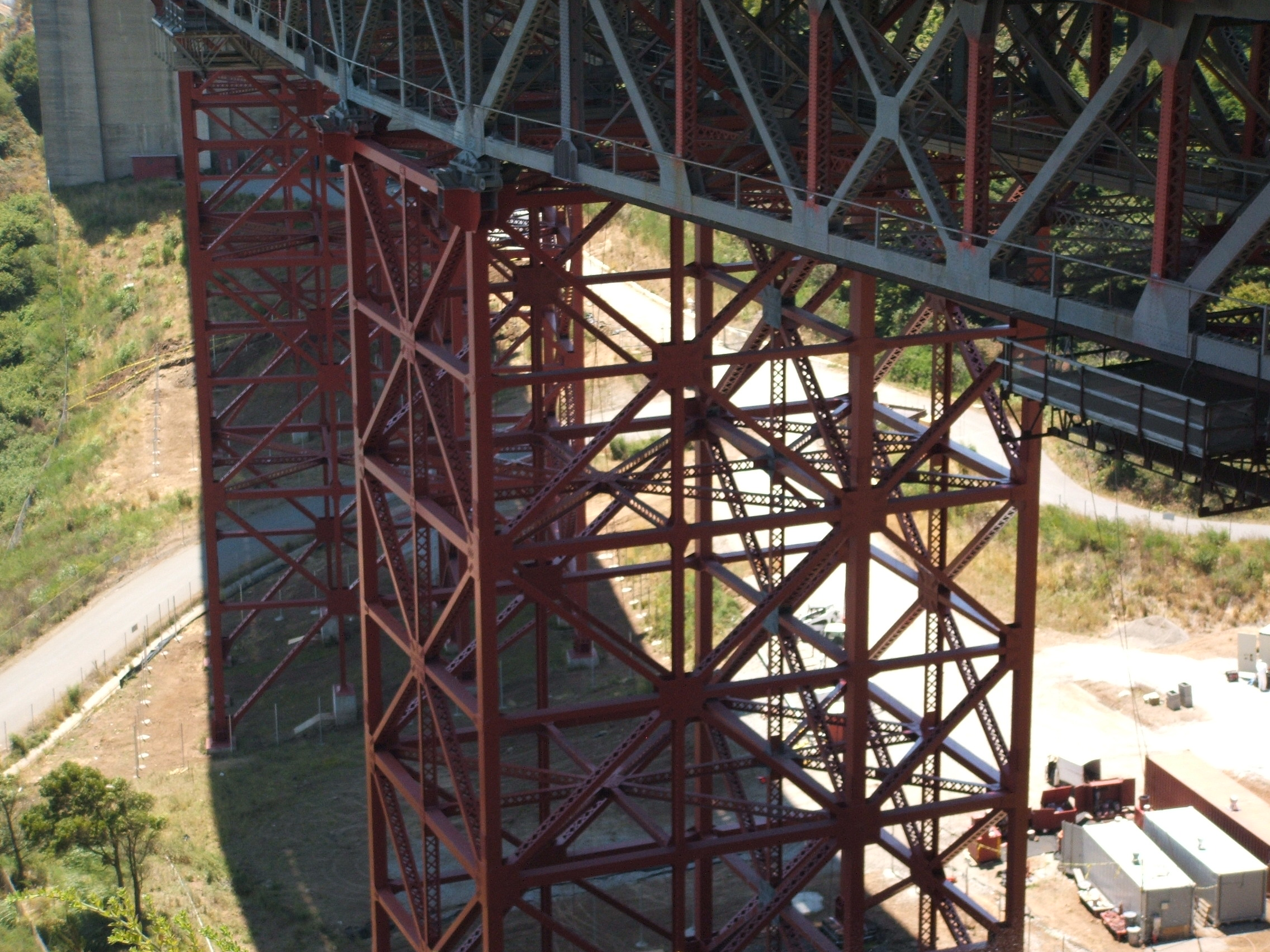
ترميم الأقواس الفولاذية هو أحد أولويات الورشات.

سيكون هذا الجسر في نهاية المطاف قادرا على الصمود أمام زلزال بعنف لم تشهده ولاية كاليفورنيا، مع العلم أن شدة 8.3 هو الحد الأقصى يمكن يصل إليه زلزال ينشأ عن صدع سان أندريز. ينبغي أن تمتد الأعمال على فترة عشرين عاما، وتكون بمثابة نموذج لإصلاحات أخرى للجسور المعلقة في الخليج. الأعمال قائمة على قدم وساق: تم تركيب الدعائم المرنة على الجانب الشمالي للجسر الصلب، وعززت مفاصل البرج الشمالي ودعمت بقضبان من الصلب. أما المرحلة الثانية فتخص الجزء الجنوبي، حيث يجب أن يتم تثبيت دعامات جديدة، واستبدال الإطار المعدني. وفيما يتعلق بالجزء المركزي، سيعزز الصلب المصبوب، وسيتم تثبيت مخمدات الصدمات بين البرجين والطريق، وسيتم استبدال جزء من الأساسات تحت الماء.
عملية التحديث لجسر البوابة الذهبية هي من أغلى عمليات التحديث التي نفذت على أي جسر، لدرجة أنه لو كان هيكل آخر، فستكون إعادة بناءه أرخص تقريبا. الحصيلة السنوية لرسوم عبور الجسر، الذي تجتازه 42 مليون سيارة سنويا، تقدر بحوالي 65 مليون دولار. لكن هذا المبلغ بالكاد يغطي تكلفة الصيانة اليومية للجسر. لهذا فإن تكلفة التحديث لها مصدر آخر. قدمت وزارة النقل بالولايات المتحدة مبلغ 1.6 مليار دولار، وتوفر شركة كالترانس جزء من الأموال من أجل البحث العلمي وإعادة تأهيل الجسر.
التحدي الحقيقي هو أنه لا ينبغي لأحد أن ينتبه إلى أن أعمال قد حدثت. يجب على جسر البوابة الذهبية أن يعطي الانطباع بأنه لم يمس، وحتى بعد نهاية الأعمال. تم التحقق من كل برشام، وتبين أن كل برج يحتوي على ما يقرب من 600 ألف منها. تم استبدال أكثر من نصف الصلب، وإعادة طلاء الأعمدة الخرسانية، وتعبيد الطريق وكأنها لا تزال جديدة، من دون أن ينتبه أي شخص للتغيير. وبالتالي يتجدد الجسر تدريجيا إلى درجة اختفاء الصلب الأصلي تماما في نهاية المطاف.

## المشاكل

### الظروف الجوية

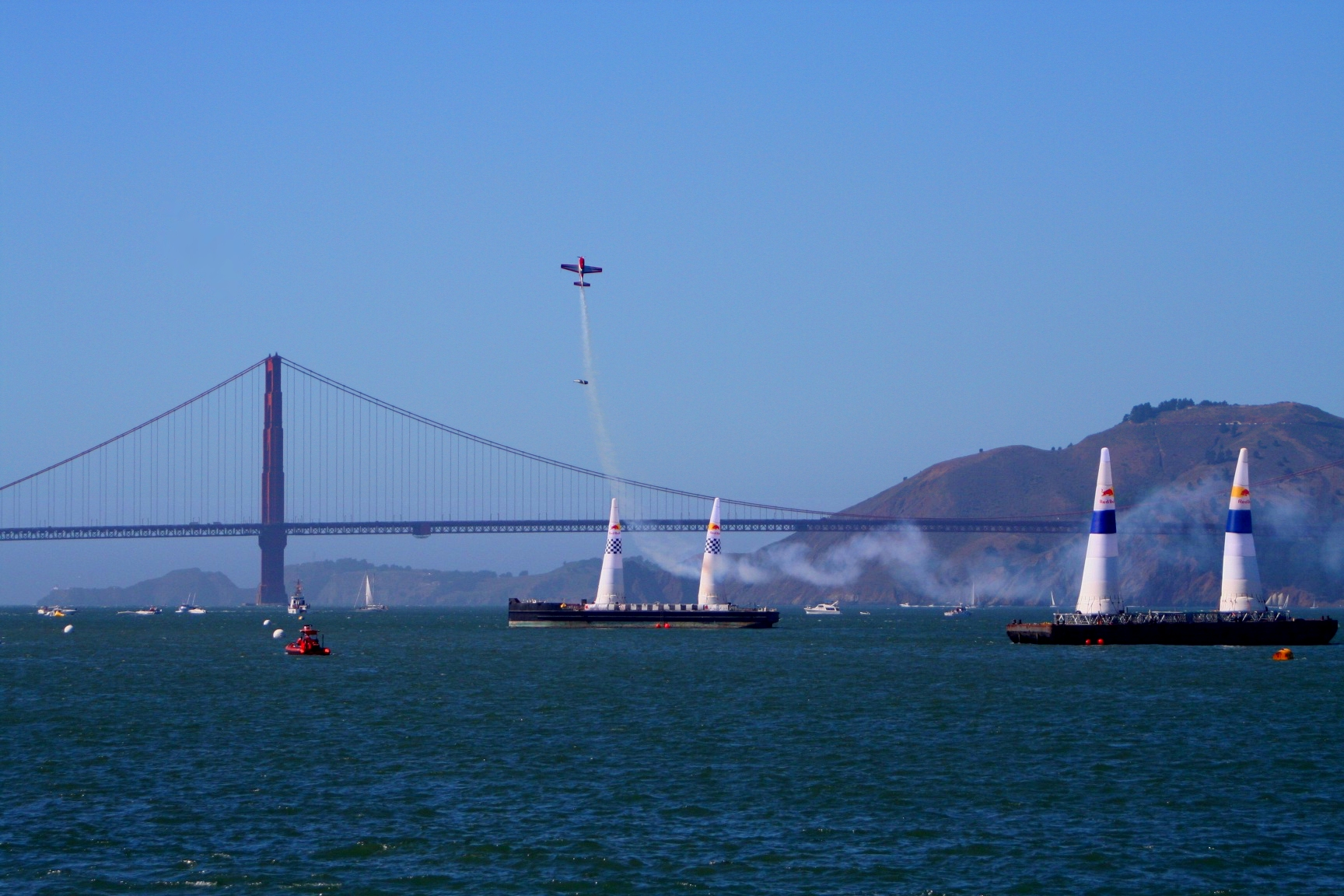
عرض جوي فوق الجسر.

منذ افتتاحه سنة 1937، تم إغلاق جسر البوابة الذهبية بسبب الظروف الجوية ثلاث مرات:
- 1 ديسمبر 1951، بسبب رياح سرعتها 69 ميلا في الساعة (111 كم / ساعة).
- 23 ديسمبر 1982، بسبب رياح بلغت 70 ميلا في الساعة (113 كم / ساعة).
- 3 ديسمبر 1983، بسبب هبوب رياح بلغت 75 ميلا في الساعة (121 كم / ساعة).

إضافة إلى المشاكل التي يسببها الضباب من عرقلة للسير نتيجة لحوادث مرورية.

### الانتحارات

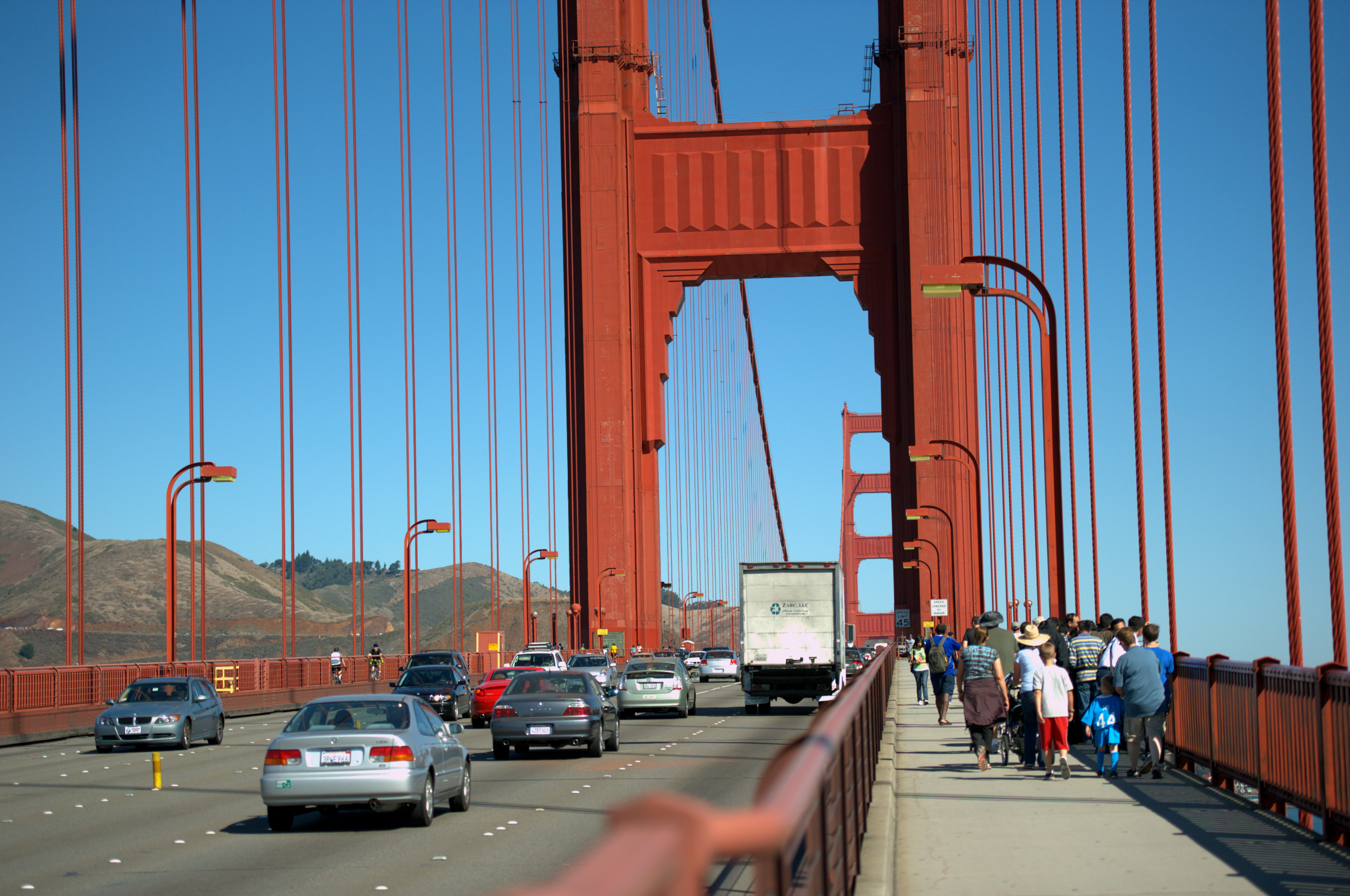
المسلك المخصص لحركة المشاة ومنطلق الانتحارات.

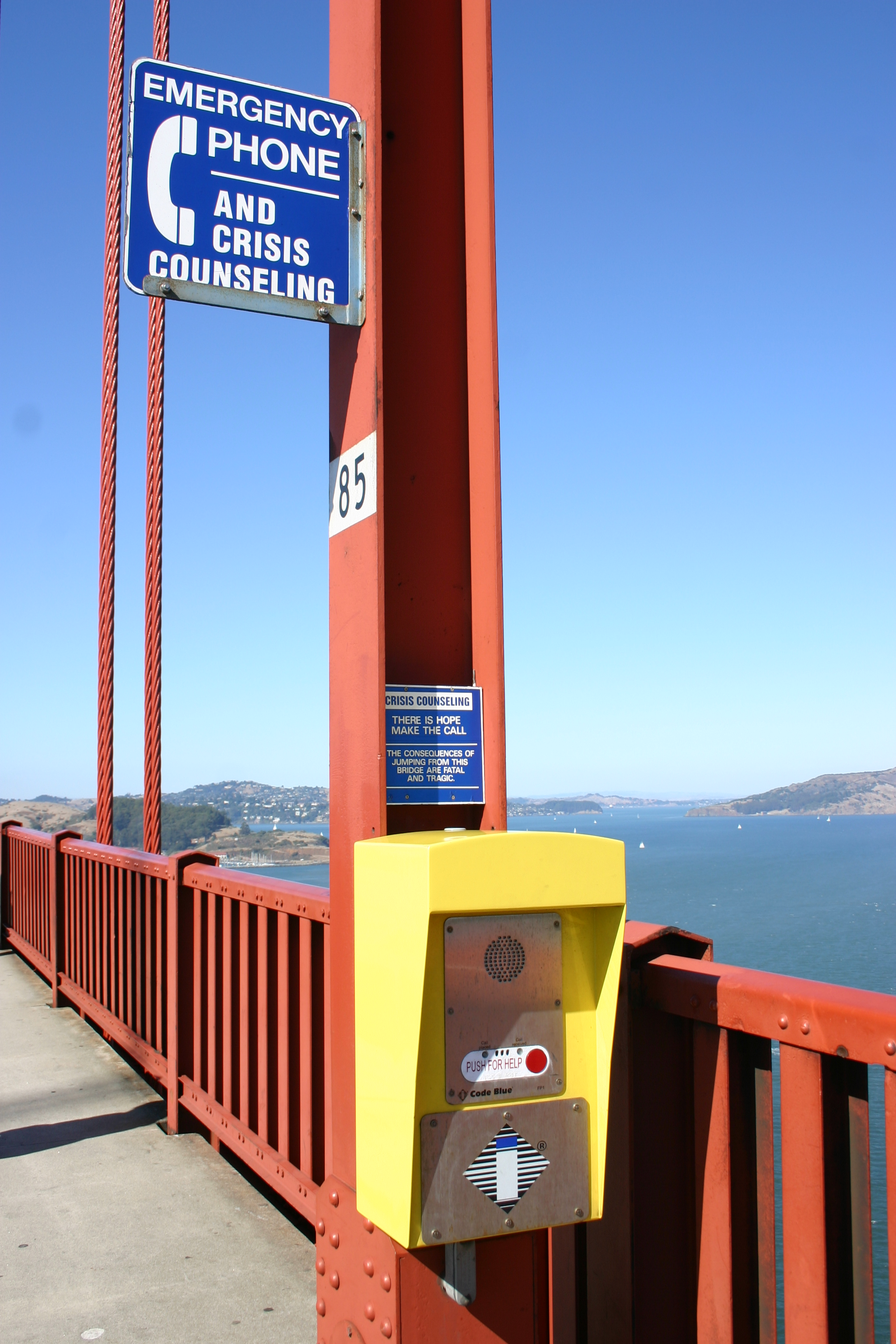
هاتف للاستعجالات والدعم البسيكولوجي للمقدمين على الانتحار لردعهم.

القفز من فوق الجسور هو طريقة شائعة نسبيا للانتحار. تشير التقديرات إلى أن ما لا يقل عن 1٬218 حالة انتحار من على جسر البوابة الذهبية حصلت منذ افتتاحه في عام 1937 إلى أبريل 2006، أي بمتوسط عشرين حالة كل عام. أول منتحر كان ووبر هارولد، متقاعد عمره 47 عاما، بعد ثلاثة أشهر من افتتاح الجسر. وقال المهندس جوزيف شتراوس في ذلك الوقت : «من يريد أن يقفز من هناك؟». توقف الإحصاء رسميا بين عامي 1995 و1997 لمنع وسائل الإعلام تضخيم مسألة المنتحر رقم 1000 لتفادي زيادة عدد محاولات الانتحار. غالبية محاولات الانتحار كانت من الجانب الشرقي، حتما لوجود المعبر المفتوح للمشاة من هذا الجانب.
يستغرق السقوط من ارتفاع 67 متر نحو أربع ثوان، ويضرب الشخص الماء بسرعة تقارب 120 كيلومتر في الساعة. اعتبارا من عام 2006، نجا 26 شخصا فقط من هذه القفزة. غالبا ما يذكر الناجون أنهم قد تخلوا عن مشروعهم بالانتحار أثناء سقوطهم، وجميعهم ارتطموا بالبحر بأقدامهم أولا بزاوية منخفضة وأصيبوا بكسور متعددة وجروح داخلية.
عارض مجلس إدارة الجسر طويلا إقامة حاجز حديدي بارتفاع أربعة أقدام لمنع الانتحار، واكتفى بالمراقبة بالفيديو إلى جانب إقامة جولات عشوائية. كما جهز الجسر سنة 1994 بمحطات هاتف مرتبطة مباشرة بخدمة الدعم السيكولوجي لإنقاذ المقدمين المحتملين على الانتحار. علل مجلس إدارة الجسر معارضته للحاجز بأسباب جمالية وأمنية مخافة بان يؤثر مثل هذا الحاجز على قدرة الجسر على الصمود في وجه رياح المحيط الهادي القوية.
في أبريل 2006، أعطت الإدارة الضوء الأخضر لإجراء دراسة للوقاية من الانتحار وتشمل تقييم جدوى نشر شبكة مماثلة لتلك المستعملة على برج إيفل. جاء هذا الإعلان في الشهر نفسه الذي عرض فيه فيلم وثائقي مثير للجدل، هو The Bridge من إخراج إيريك ستيل في عام 2005، التقط صورا للعديد من حالات الانتحار من فوق الجسر في عام 2004 وتعقب حياة المنتحرين من خلال مقابلات مع أقاربهم. في 24 مايو 2006، دقت أجراس كاتدرائية القديسة مريم القديمة تكريما لذكرى 1200 حالة انتحار مسجلة.
ذكرت قناة CNN أن المسؤولين في ولاية كاليفورنيا قد انتهوا من إعداد التصميمات الخاصة بالحاجز المعدني، الذي سيتم إنشاؤه على جسر، لمنع عمليات الانتحار على هذا الجسر. وذكرت المتحدثة باسم مجلس مديري الجسر، ماري كوري، أن المجلس أقر الدراسة التي استغرق إعدادها نحو عامين بتكلفة بلغت مليوني دولار، حول إنشاء حاجز بطول الجسر. وقالت كوري: «نبحث حالياً في محاولة تحديد ما إذا كان هناك حل عملي». وأثناء احتفالات مرور 75 عامًا على بناء الجسر، وضعت جمعية «بريدج ريل فاونديشن» 1558 حذاء على الجادة بالقرب من الشاطئ، في إشارة إلى عدد الأشخاص الذين قفزوا من الجسر منذ تدشينه. ويذكر أن جمعية «بريدج ريل فاونديشن» تطالب بوضع شباك حماية على الجسر لتفادي الانتحارات.

## الجسر في الثقافة

الجسر يظهر في فيلم صحوة كوكب القردة وفي الصورة الإعلانية.

مثل كثير من المعالم الأمريكية الأخرى، ظهر جسر البوابة الذهبية في العديد من أعمال الثقافة الشعبية، بدءا من العديد من الأفلام والبرامج التلفزيونية التي تجري في مدينة سان فرانسيسكو. بعض الظهورات الأكثر شهرة للجسر المعلق على الشاشة الصغيرة أو الكبيرة:
- أول ظهور للجسر البوابة الذهبية في السينما في عام 1955، في فيلم It Came From Beneath The Sea حيث يدمر الجسر أخطبوط ضخم.
- خليج سان فرانسيسكو هو عنصر أساسي في فيلم العرق البارد للمخرج ألفريد هيتشكوك، الذي صدر في عام 1958. حيث كان سكوتي يمضي وقته مع المرأة التي يحبها، رغم أنه يعاني من رهاب المرتفعات.
- ستار تريك 6: الأرض المجهولة.
- في الكليب غنائي Can You Feel It لمايكل جاكسون وأشقائه يتحول الجسر إلى قوس قزح في نهاية الفيديو في عام 1980.
- يظهر الجسر في فيلم لجيمس بوند يواجه صناعي يخطط لتدمير وادي السيلكون، صدر في عام 1985 مشهد المعركة
- في فيلم مقابلة مع مصاص الدماء الذي يعود تاريخه إلى 1994، يروي مصاص دماء قصة ملحمية من حياته، والتي تشهد نهاية دراماتيكية على الجسر.
- في فيلم Rock أو الصخرة لمايكل باي الذي صدر في عام 1996، بطولة شون كونري ونيكولاس كيج في دور طياران في سلاح الجو. يقومان بالتحليق تحت الجسر قبل التوجه لإسقاط قنابل على جزيرة ألكتراز.
- في Boys and Girls الذي صدر في عام 2000، يلعب جسر دورا في تحقيق المصالحة بين اثنين من المراهقين.
- في Fusion، الذي صدر في عام 2003، يتم تدمير الجسر بأشعة الميكروويف من الشمس.
- جسر البوابة الذهبية يظهر في مقاطع مسلسلات تلفزيونية مثل Charmed.
- يمكن رؤية هذا الجسر في فيلم X-Men: الموقف الأخير: يدمر الجسر للوصول إلى جزيرة الكاتراز.
- في لعبة الفيديو Grand Theft Auto: San Andreas يمكن أن رؤية جسر مستوحى من جسر البوابة الذهبية، ويسمى «جسر غانت» ويربط بين سان فييرو إلى تييرا روبادا.
- في فيلم زلزال 10.5 لعام 2004، ينهار الجسر بسبب وقوع زلزال.
- في لعبة فيديو: Woman's Murder Club "Dearth in Scarlet" صورة الجسر مستعملة كخلفية عند تحميل التحقيقات.
- في لعبة فيديو Midtown Madness 2 من الممكن لعبور الجسر.
- في لعبة الفيديو Driver: San Francisco، الذي صدر في سبتمبر 2011، يمكن للسيارة عبور الجسر.
- في الفيلم صحوة كوكب القردة (بالإنجليزية: Rise of the Planet of the Apes)‏، الذي صدر في عام 2011، تعبر القرود الجسر في نهاية الفيلم.
- في فيلم كتاب ايلي، الذي صدر في يناير 2010، يجد ايلي وسولارا نفسيهما على الجسر في نهاية الفيلم.
- في لعبة الفيديو Need For Speed-The Run، يعبر الجسر في وقت مبكر من مهمة.

## معرض الصور

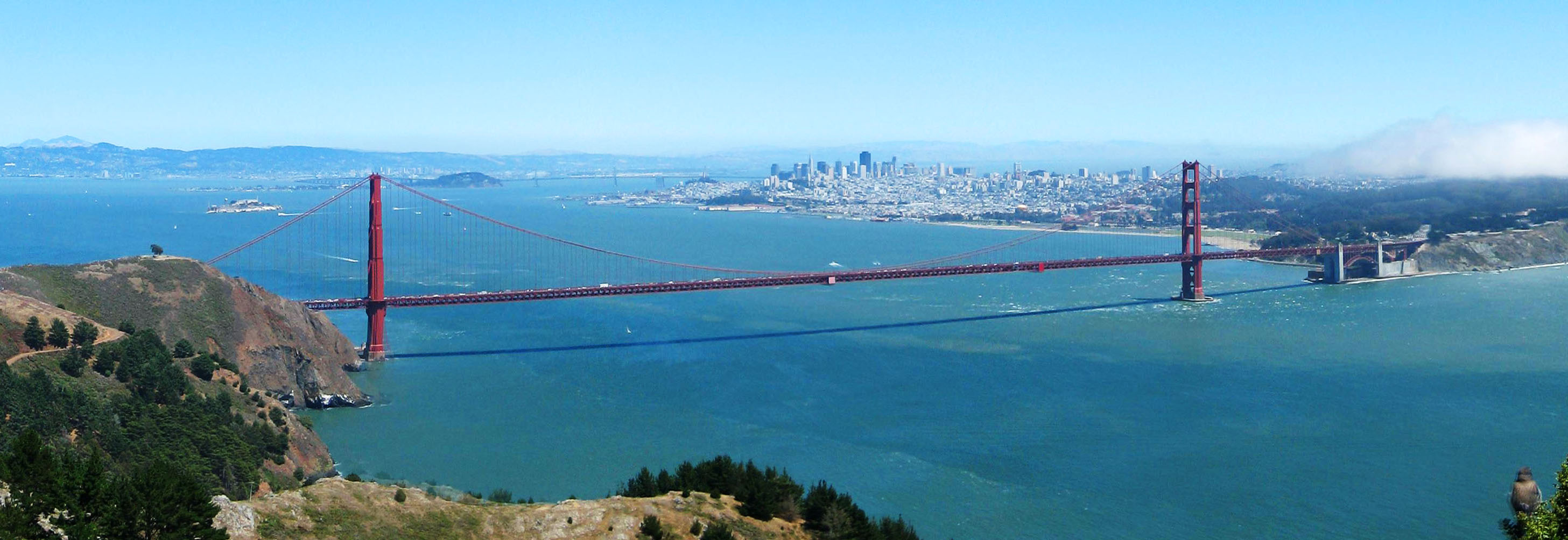
جسر البوابة الذهبية.

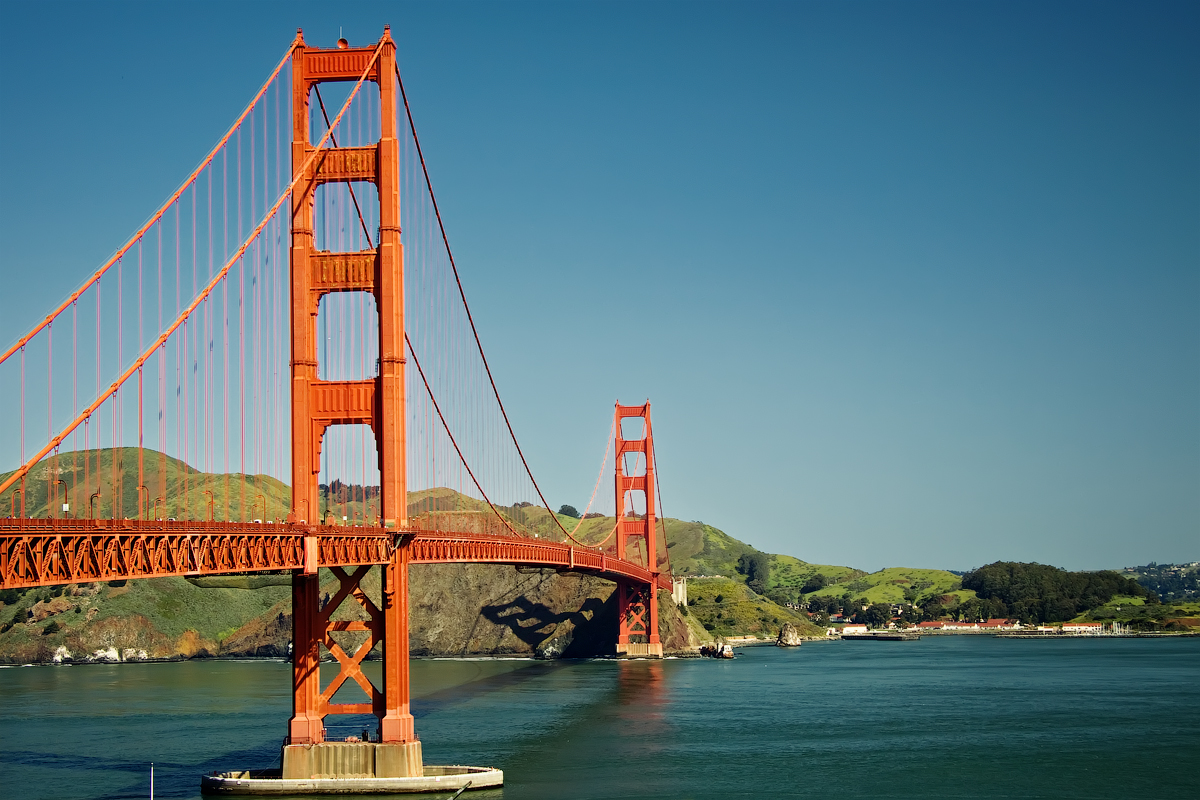
منظر جانبي
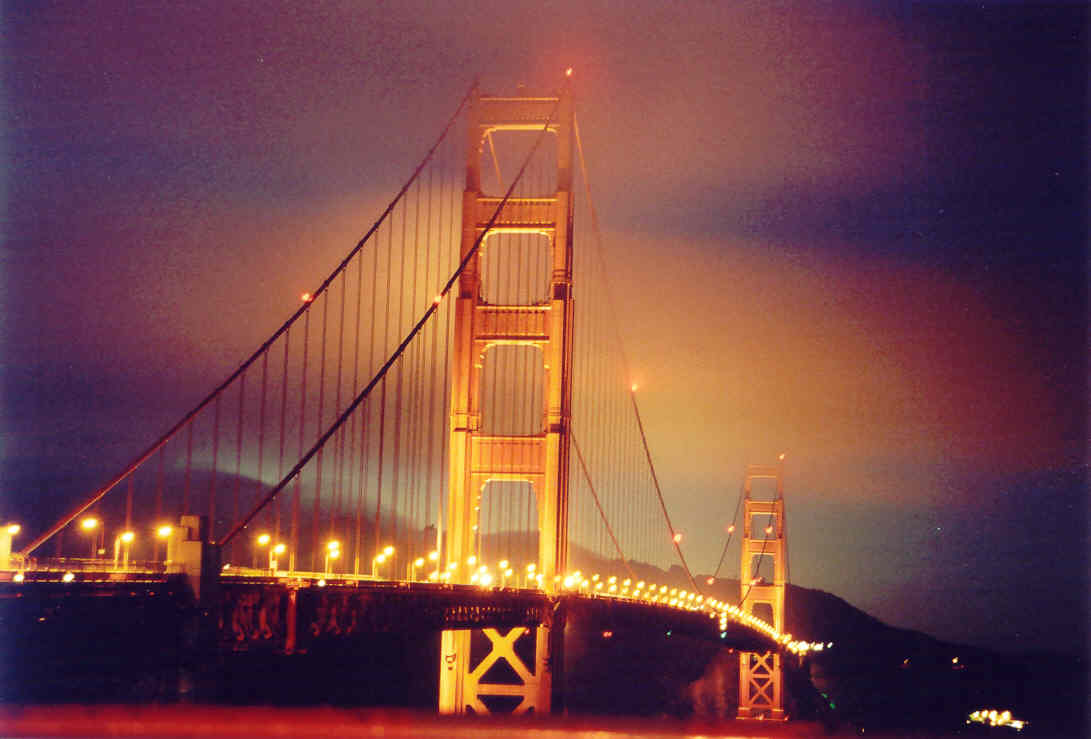
منظر ليلي.
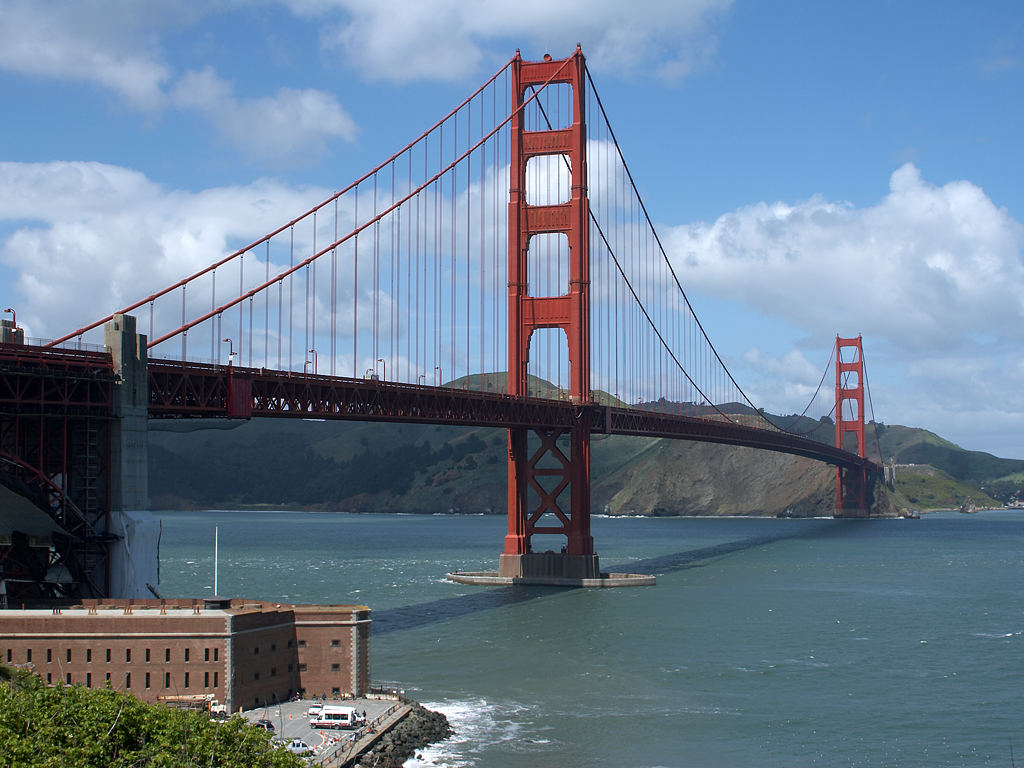
منظر في النهار.
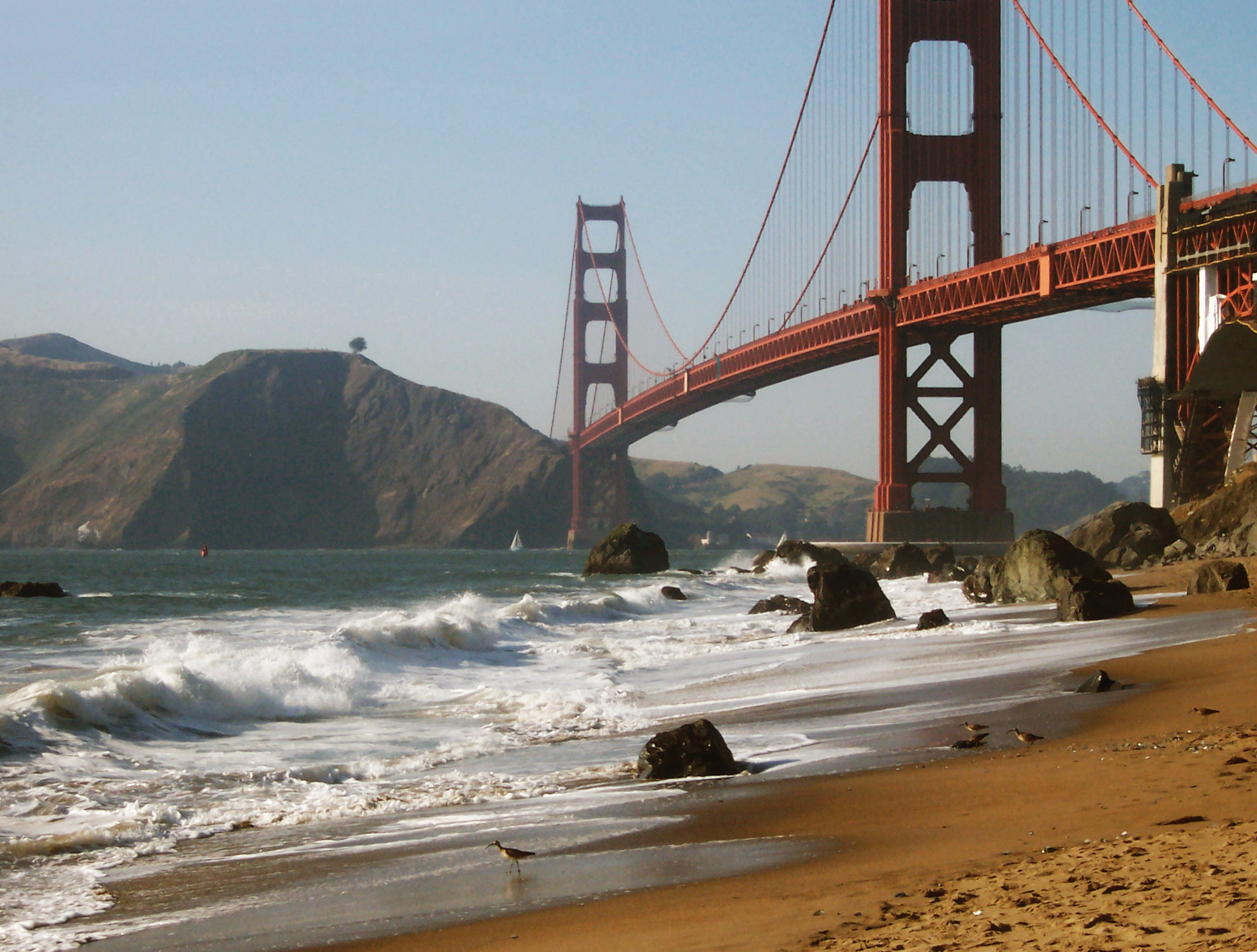
الجسر والأمواج الهائجة.
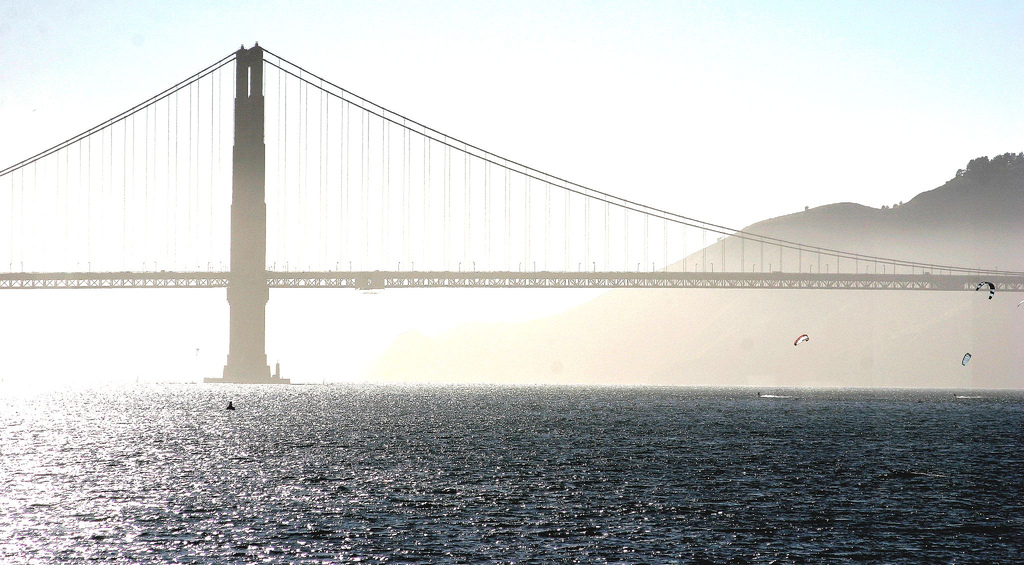
الضباب الكثيف.

### مقالات ذات صلة
- مضيق جولدن جيت
- حديقة جولدن جيت
- قائمة مشاريع عملاقة

### وصلات خارجية
- (بالإنجليزية) الموقع الرسمي
- (بالإنجليزية) الموقع الرسمي لاحتفالات الـ75 - أخبار، صور، فيديو..
- (بالإنجليزية)(بالفرنسية)(بالألمانية) بطاقة تقنية عن الجسر على موقع structurae.de
- التاريخ على موقع infrastructures.com
- (بالإنجليزية) تاريخ بناء الجسر على موقع sfmuseum.net
- الذكرى الـ75 لجسر غولدن غيت بالصور - موقع الرياض.نت
- تقرير لقناة اورو نيوز عن احتفالات بمرور 75 سنة على يوتيوب